# Constantino XI Paleólogo
Constantino XI Dragases Paleólogo o Dragaš Paleólogo (en griego: Κωνσταντῖνος Δραγάσης Παλαιολόγος, romanizado: Kōnstantinos Dragasēs Palaiologos, en serbio: Константин XI Палеолог Драгаш, romanizado: Konstantin XI Paleolog Dragaš; 8 de febrero de 1405-29 de mayo de 1453) fue el último emperador romano de Oriente desde 1449 hasta su muerte en 1453. Esta fecha marcó la caída final del Imperio, el cual remontaba su origen a la fundación de Constantinopla por Constantino I el Grande como nueva capital del Imperio romano en 330. Dado que el Imperio romano de Oriente era la continuación medieval de dicho Estado, ya que sus ciudadanos se denominaban a sí mismos como romanos, la muerte de Constantino y la caída de Constantinopla también marcaron el fin definitivo del imperio romano, fundado por Augusto casi 1500 años antes.
Constantino era el cuarto hijo del emperador Manuel II Paleólogo y Helena Dragaš, hija del gobernante serbio Constantino Dejanović. Poco se sabe de sus primeros años, pero desde la década de 1420 en adelante, demostró repetidas veces su habilidad como general. Según su carrera y las fuentes contemporáneas sobrevivientes, parece haber sido principalmente un soldado. Esto no significa que no fuera también un administrador capaz: su hermano mayor, Juan VIII Paleólogo, le tenía gran confianza y lo favoreció hasta el punto de designarlo regente del imperio entre 1423 y 1424 y nuevamente entre 1437 y 1440. En 1427, defendió la provincia de Morea (en la península del Peloponeso) de un ataque por parte de Carlo I Tocco, gobernante de Epiro, y en 1428 recibió el título de déspota y gobernó la provincia junto a sus hermanos Teodoro y Tomás. Constantino y sus hermanos extendieron el dominio bizantino hasta abarcar casi todo el Peloponeso por primera vez desde la cuarta cruzada más de doscientos años antes y reconstruyeron el viejo muro del Hexamilión, que defendía la península de los ataques externos. Aunque finalmente fracasó, dirigió personalmente una campaña en Grecia Central y Tesalia entre 1444 y 1446, en un intento de extender su dominio sobre Grecia una vez más.
En 1448, Juan VIII murió sin tener descendencia y, como su sucesor favorito, fue proclamado emperador el 6 de enero de 1449. Su breve reinado haría que lidiara con tres problemas urgentes. Primero, estaba el tema de un heredero, ya que tampoco tenía hijos. A pesar de los intentos de su amigo y confidente, Jorge Frantzés, de encontrarle una esposa, murió sin llegar a casarse. El segundo problema era la desunión religiosa dentro de lo poco que quedaba de su imperio. Constantino y su predecesor Juan VIII consideraban que se necesitaba una unión entre las iglesias ortodoxa y católica para asegurarse la ayuda militar de Europa, pero gran parte de la población bizantina se opuso a la idea. Finalmente, la preocupación más apremiante devendría en la expansión del Imperio otomano, que en 1449 rodeó por completo a Constantinopla. En abril de 1453, el sultán otomano Mehmed II sitió la ciudad con un ejército que ascendía a ochenta mil hombres. Aunque los defensores pudieron haber sido menos de una décima parte del ejército del sultán, Constantino XI consideró impensable la idea de abandonar la ciudad. El emperador se quedó para defender la ciudad y el 29 de mayo cayó Constantinopla. Aunque no sobrevive ningún relato confiable de testigos presenciales de su muerte, la mayoría de los relatos históricos coinciden en que acaudilló una última defensa contra los otomanos y pereció combatiendo.
Constantino fue el último gobernante cristiano de Constantinopla, lo que, junto con su caída en la defensa de la ciudad, lo ha consolidado como una figura importante en la historiografía posterior y en el folclore griego. Algunos vieron la fundación de Constantinopla (la Nueva Roma) bajo Constantino el Grande y su pérdida bajo otro Constantino como el cumplimiento del destino de la ciudad, al igual que la Antigua Roma había sido fundada por un Rómulo y perdida bajo otro. Se hizo conocido en el folclore griego posterior como el Emperador de Mármol (en griego: Μαρμαρωμένος Βασιλιάς, romanizado: Marmaromenos Vasilias, tdl. ‘Emperador o Rey convertido en Marmól’), lo que refleja una leyenda popular que perduró durante siglos de que en realidad no había muerto, sino que lo rescató un ángel y lo convirtió en mármol, escondido bajo el Cuerno de Oro a la espera del llamado de Dios para volver a la vida y reconquistar tanto la ciudad como el antiguo imperio.

## Primeros años

### Familia y antecedentes

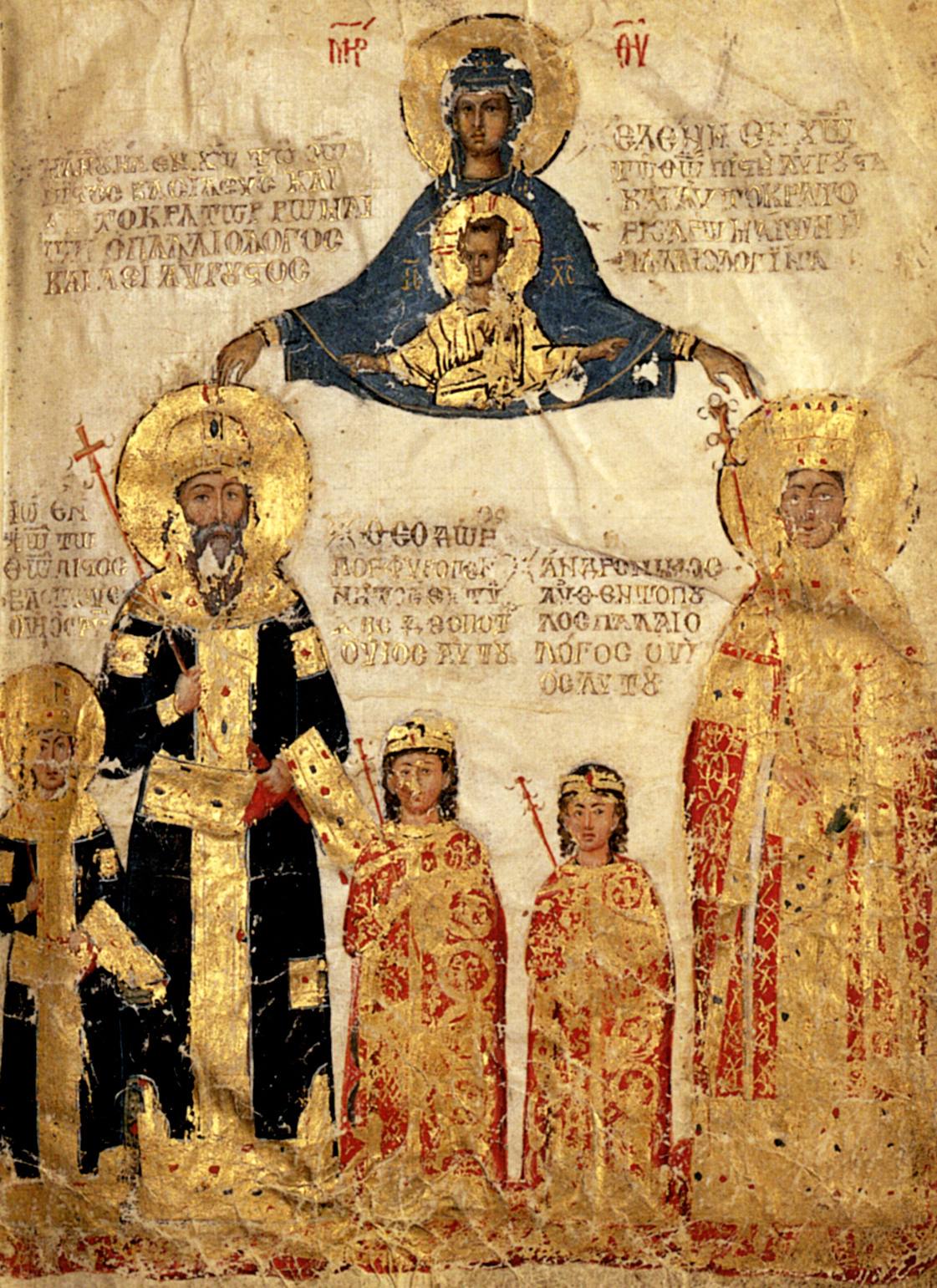
Miniatura de un manuscrito de principios del que representa a Manuel II Paleólogo, padre de Constantino, su madre Helena Dragaš y sus tres hermanos mayores Juan VIII, Teodoro II y Andrónico.

Constantino Dragases Paleólogo nació el 8 de febrero de 1405; fue el cuarto hijo de Manuel II Paleólogo, octavo emperador de la dinastía de los Paleólogos. Su madre, de quien adoptó su segundo apellido, era Helena Dragaš, hija del noble serbio Constantino Dejanović y a través de su abuela paterna, Helena, estaba emparentado con la prominente familia Cantacuceno. A menudo se le describe como porfirogéneta («nacido en la púrpura»), una distinción concedida a los hijos de los soberanos que nacían tras el advenimiento al trono del padre.
El Imperio bizantino, que antaño se había extendido por todo el Mediterráneo oriental, se había reducido durante el reinado de su padre a la capital, Constantinopla, la Morea —nombre medieval de la península del Peloponeso— y un puñado de islas del mar Egeo. También se veía obligado a pagar tributo a los sultanes del Imperio otomano. La llegada de los turcos selyúcidas a la provincia de Anatolia en el siglo XI propició su decadencia y posterior caída. Aunque algunos gobernantes, como Alejo I y Manuel I, recuperaron territorios de esta «fértil, poblada y rica» provincia gracias a la ayuda de los cruzados occidentales, solamente los mantuvieron por breve tiempo y, después de su pérdida, el imperio experimentó un declive casi constante. Aunque se reconquistó la mayor parte, el imperio se disolvió debido a la cuarta cruzada, que conquistó Constantinopla en 1204 y fundó el Imperio latino ese mismo año. Volvería a resurgir bajo el reinado de Miguel VIII Paleólogo, fundador de la dinastía homónima, quien retomó la capital en 1261; no obstante, el daño sufrido era irreversible y para el siglo XIV continuó decayendo como resultado de las frecuentes guerras civiles. Durante todo este siglo, los turcos otomanos conquistaron enormes franjas de territorios y para 1405 regían sobre gran parte de Anatolia, Bulgaria, Grecia central, Macedonia, Serbia y Tesalia.
A medida que el imperio disminuía, sus soberanos dedujeron que la única manera de mantener intacto el territorio restante era otorgar algunas de sus posesiones a sus hijos, quienes recibían el título de déspota, como «principados» que debían defender y administrar. El primogénito de Manuel II, Juan VIII, fue nombrado coemperador y designado para sucederlo. Su segundo hijo, Teodoro II, recibió el Despotado de Morea y el tercero, Andrónico, gobernó como déspota de Tesalónica desde 1408. Sus hijos menores —Constantino, Demetrio y Tomás— permanecieron en la capital dado que no había territorios que pudieran gobernar.
Poco se sabe de los primeros años de Constantino. Desde temprana edad, era admirado por Jorge Esfrantzes, futuro historiador, quien con posteridad entraría a su servicio; Frantzés lo encomió luego: afirmó que siempre había sido valiente, aventurero y hábil en las artes marciales, la equitación y la cacería. Muchos relatos de su vida, tanto los que narran acontecimientos anteriores a su entronización como los que describen hechos posteriores, están muy sesgados y elogian su reinado, ya que la mayoría de ellos carecen de fuentes contemporáneas y se compusieron después de su muerte. Según sus acciones y los comentarios de algunos de sus asesores y contemporáneos, prefería sobre todo las cuestiones militares a los asuntos de estado y diplomáticos, aunque también era un administrador competente —como lo demostró en sus mandatos como regente— y tendía a prestar atención a las recomendaciones de sus consejeros sobre importantes temas de estado. Además de las representaciones estilizadas y borrosas en sellos y monedas, no sobreviven representaciones contemporáneas suyas. Las imágenes de mayor notoriedad incluyen un sello que se encuentra actualmente en Viena —de procedencia desconocida, probablemente de una crisóbula imperial—, algunas monedas y su retrato junto a los otros emperadores romanos en una copia de la Biblioteca Estense de la historia de Juan Zonaras. En este último, se le representa con una barba redondeada, en notable contraste con sus parientes de barba bifurcada, pero no está claro si esto refleja su verdadera apariencia.

### Carrera temprana

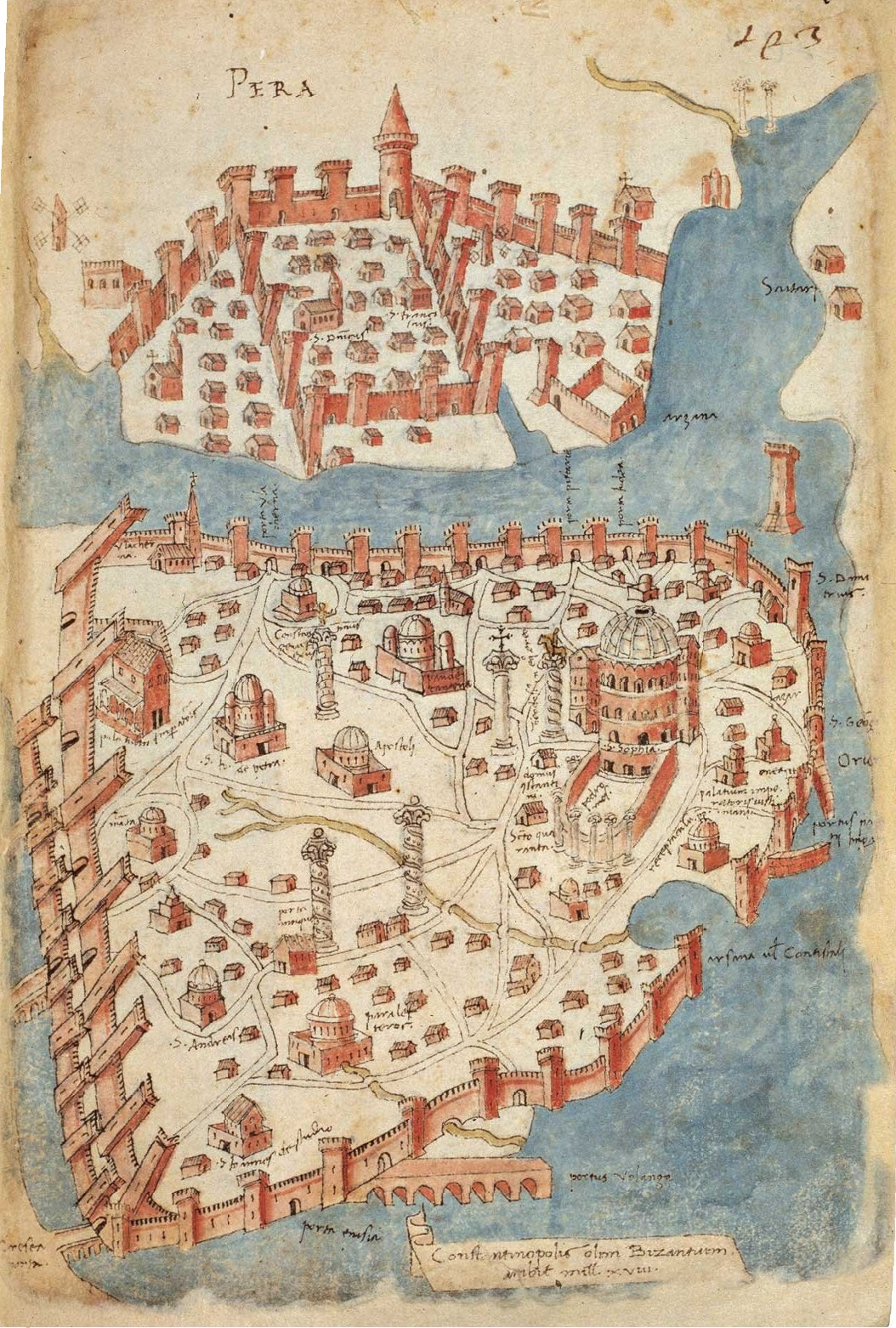
Mapa de Constantinopla de 1420-1430 obra del cartógrafo Cristoforo Buondelmonti, el más antiguo que se conserva de la ciudad.

Después de un fallido asedio otomano sobre Constantinopla en 1422, Manuel II sufrió un ataque que lo dejó parcialmente paralítico. Vivió tres años más, pero el gobierno quedó en manos de su primogénito. Los otomanos también asediaban Tesalónica y, para evitar que cayera en sus manos, Juan VIII entregó la ciudad a la República de Venecia. Confiaba en conseguir el apoyo de los católicos de Europa Occidental, a diferencia de su padre quien, desilusionado, intentó incluso disuadirlo de buscarla. En noviembre de 1423, partió hacia Venecia y luego a Hungría. Manuel II creía que una eventual unión de las iglesias católica y ortodoxa, que sería el objetivo de su sucesor, solo lo enemistaría con los otomanos y la población del imperio, lo que podría desencadenar en una guerra civil.
A Juan VIII lo habían impresionado las acciones de Constantino durante el asedio de 1422, y puso mayor confianza en él que en sus otros hermanos; le concedió el título de déspota y permitió que gobernara Constantinopla como regente. Con la ayuda de su padre, que estaba postrado en cama, Constantino redactó un nuevo tratado de paz con el sultán otomano Murad II, que libró de forma momentánea a la ciudad de nuevos ataques. Su hermano regresó de su viaje en noviembre de 1424 sin haber obtenido socorro alguno. Manuel II murió el 21 de julio de 1425 y Juan VIII devino monarca del imperio. El nuevo emperador le entregó a Constantino una franja de tierra al norte de la capital que se extendía desde la ciudad de Mesembria en el norte hasta Derkos en el sur. También incluyó el puerto de Selimbria como su «principado» en 1425. A pesar de que este «principado» era pequeño, se hallaba cerca de Constantinopla y era de importancia estratégica, lo que demostraba que tanto el padre como el hermano de Constantino lo tenían en alta estima.
Su buen desempeño como regente hizo que Juan VIII lo consideraba capaz y leal; lo designó sucesor de su hermano Teodoro II luego de que este expresara su descontento con su «principado» durante una visita en 1423; este cambiaría de opinión en última instancia, pero para entonces el emperador ya había nombrado a Constantino déspota de Morea en 1427 después de realizar una campaña militar en aquella provincia. Aunque Teodoro II se conformó con compartir el gobierno del territorio, el historiador Donald Nicol considera que el apoyo de Constantino fue útil, ya que fuerzas externas lo amenazaron constantemente durante la década de 1420. En 1423, los otomanos rebasaron el antiguo muro del Hexamilión —que custodiaba la península— y la devastaron. Carlo I Tocco, señor de Epiro, también hacía peligrar continuamente la provincia: la atacó poco antes de la invasión otomana de 1423 y nuevamente en 1426, año en que ocupó parte de la zona peninsular noroccidental.
En 1427, Juan VIII se dispuso a lidiar con Tocco en persona; llevó consigo a Constantino y a 
Esfrantzes. Los dos hermanos llegaron a Mistrá, la capital de Morea, el 26 de diciembre de 1427 y desde allí se dirigieron a la ciudad de Glarentza, que había caído ante los epirotas. En la batalla de las Equínadas, una escaramuza naval frente a la costa de la Acarnania, Tocco fue derrotado y acordó renunciar a sus conquistas en Morea. Para sellar la paz, ofreció la mano de su sobrina, Maddalena Tocco —cuyo nombre luego cambió a «Teodora»—, a Constantino; su dote sería Glarentza y los demás territorios peloponesios ocupados. La ciudad pasó a poder de los novios el 1 de mayo de 1428 y el 1 de julio estos contrajeron matrimonio.

## Déspota de Morea

### Primeros años de gobierno en Morea

Mapa del Peloponeso en la Edad Media.

La cesión de los territorios ocupados por los epirotas a Constantino complicó la estructura de gobierno en Morea. Dado que Teodoro II se negó a dimitir, la provincia pasó a ser gobernada por dos miembros de la familia imperial por primera vez desde su creación en 1349. Poco después, su hermano menor Tomás también sería nombrado déspota de Morea, lo que significaba que el territorio se había desintegrado en tres pequeños principados. Teodoro II no compartió el control de Mistrá con los otros; en cambio, concedió tierras a Constantino en toda Morea, incluida la ciudad portuaria de Egio, fortalezas y ciudades en Laconia, en el sur, así como Kalamata y Mesenia, en el oeste; Constantino hizo de Glarentza, a la que tenía derecho por matrimonio, su capital. Por su parte, Tomás recibió territorios en el norte y se estableció en el castillo de Kalávrita. Durante su mandato, Constantino fue valiente y enérgico, pero en general cauteloso. Poco después de ser proclamado déspota, realizó una campaña, junto a sus hermanos, para apoderarse de la ciudad Patras, que gobernada el arzobispo católico Pandolfo Malatesta, cuñado de Teodoro II. La campaña terminó en fracaso, posiblemente debido a la participación renuente de uno y la inexperiencia del otro. Constantino confesó a Esfrantzes y a Juan VIII, en una reunión secreta en Mistrá, que haría un segundo intento por conquistarla; si fallaba, volvería a su antiguo «feudo» en el mar Negro. Confiado en que la numerosa población griega de la ciudad lo apoyaría, marchó hacia Patras el 1 de marzo de 1429 y el 20 de ese mismo mes empezó el asedio. El sitio devino en un enfrentamiento largo y prolongado, con escaramuzas ocasionales. En un momento dado, su caballo murió víctima de los proyectiles enemigos y cayó sobre él, lo que casi le causó la muerte. Lo rescató Esfrantzes a costa de su propia libertad, ya que los patracenses lo capturaron; sería liberado, en un estado cercano a la muerte, el 23 de abril. Después de casi dos meses, los defensores sopesaron la idea de negociar en mayo. Malatesta viajó a Italia para reclutar refuerzos y se acordó que, si no regresaba antes del final de ese mes, Patras se rendiría. Constantino estuvo de acuerdo con ello y retiró su ejército. El 1 de junio, regresó a la ciudad y, como el arzobispo no había regresado, se reunió con los notables patracenses en la catedral de San Andrés el 4 de junio, que lo aceptaron como nuevo señor del lugar. El castillo del arzobispo, ubicado en una colina cercana, opuso resistencia durante otros doce meses antes de rendirse.

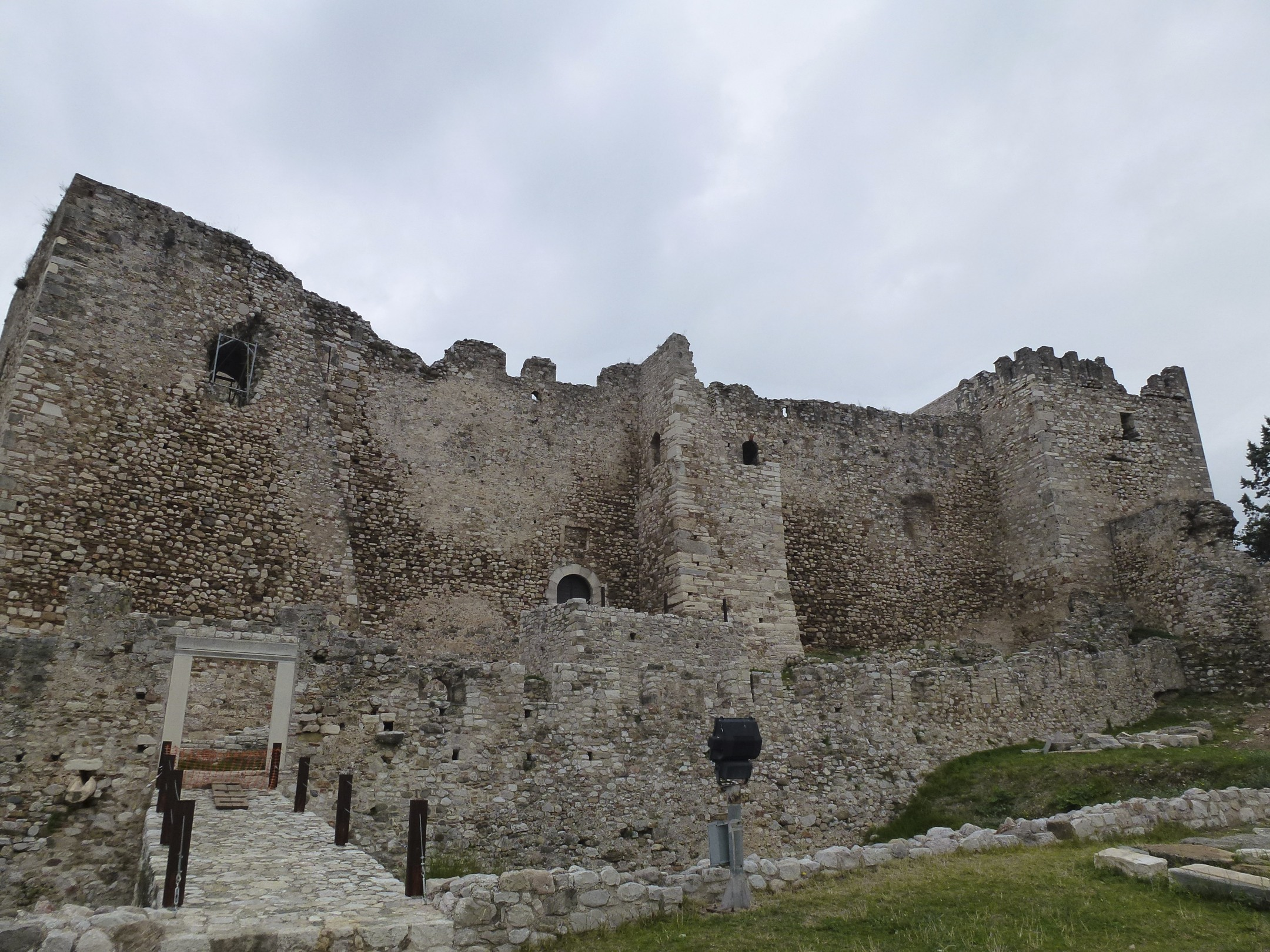
Ruinas del castillo de Patras, del que Constantino se adueñó en 1430.

La conquista de Patras fue vista como una afrenta por el papa Martín V, los venecianos y los otomanos. Con el fin de eliminar cualquier amenaza, Constantino envió embajadores a los tres, y mandó a Esfrantzes a parlamentar con Turahan, el gobernador otomano de Tesalia. Aunque logró evitar las represalias, el peligro católico se hizo realidad cuando Malatesta llegó a la cabeza de un ejército de mercenarios catalanes. Desafortunadamente, estos tenían poco interés en ayudarlo a recuperar la ciudad, y en su lugar se apoderaron de Glarentza, que Constantino tuvo que comprarles por seis mil ducados venecianos, y comenzaron a saquear la costa de Morea. Constantino ordenó la destrucción de Glarentza para evitar que fuera ocupada por piratas. Durante este tiempo, sufrió otra pérdida: su esposa Teodora murió en noviembre de 1429. Afligido por el dolor, la enterró primero en Glarentza, pero luego traslado sus restos a Mistrá. Una vez que el castillo del arzobispo se rindió en julio de 1430, Patras pasó completamente a sus manos después de doscientos veinticinco años de ocupación extranjera. En noviembre, Esfrantzes recibió la gobernación de la ciudad como recompensa por sus acciones.
A principios de la década de 1430, sus esfuerzos y los de Tomás habían asegurado que casi toda Morea estuviera nuevamente bajo el dominio bizantino por primera vez desde los tiempos de la cuarta cruzada. Su hermano menor abolió el Principado de Acaya al casarse con Caterina Zaccaria, hija y heredera del último príncipe, Centurión II Zaccaria. Cuando este último murió en 1432, tomó el control de todos sus territorios restantes por derecho de matrimonio. Los únicos territorios que quedaron bajo dominio extranjero fueron las pocas ciudades portuarias que todavía ocupaba la República de Venecia. El sultán Murad II se inquietó por estos triunfos bizantinos y en 1431 envió a Turahan con un ejército con el fin de demoler el muro del Hexamilión y para recordarles a los déspotas que eran vasallos de los otomanos.

### Segundo mandato como regente

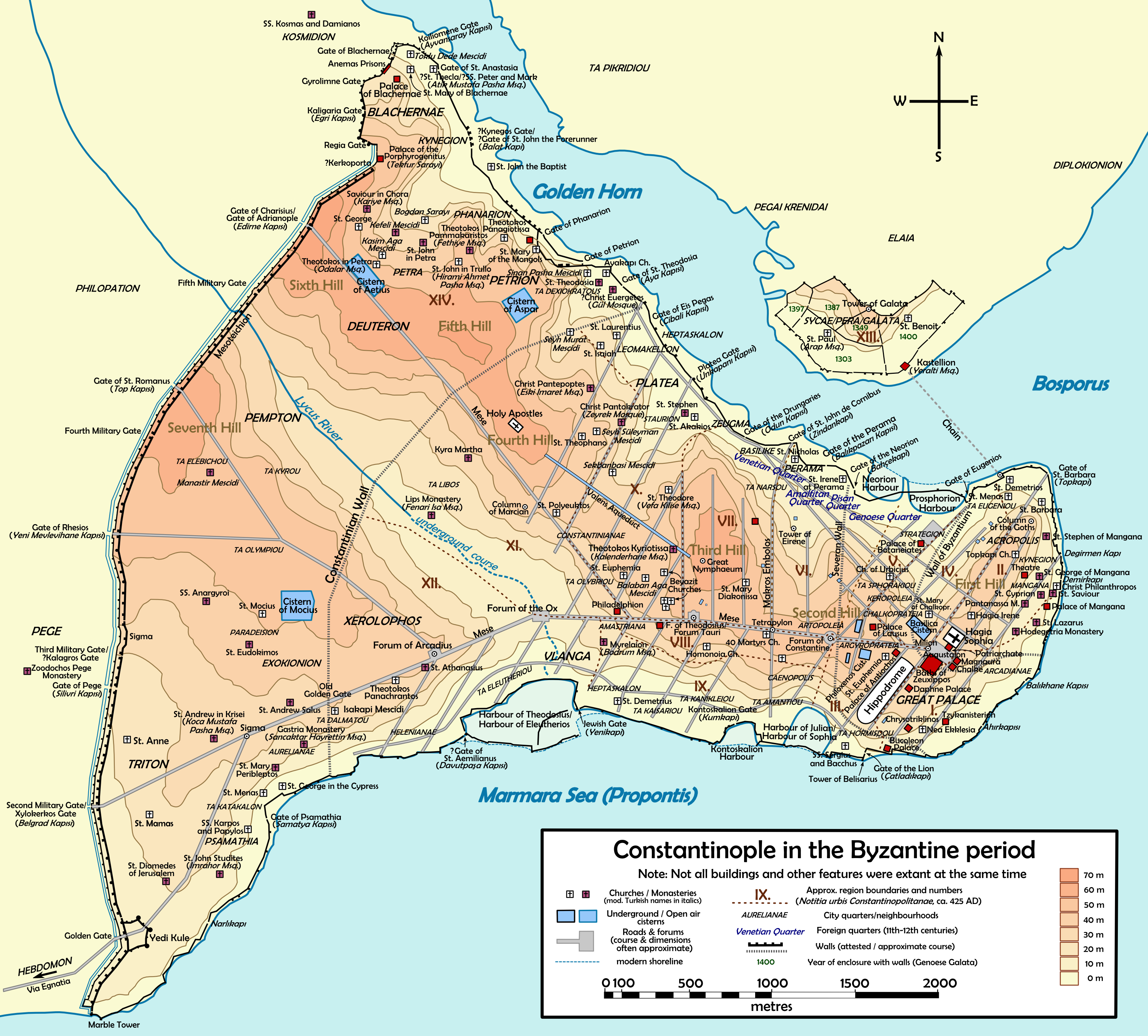
Mapa de la Constantinopla bizantina.

En marzo de 1432, Constantino, que quizás quería estar más cerca de Mistrá, realizó un nuevo acuerdo territorial con Tomás. Este último aceptó intercambiar su fortaleza de Kalávrita, en la que Constantino fijó su nueva capital, por Elis. Las relaciones entre los tres déspotas finalmente se deterioraron. Juan VIII no tenía hijos que lo sucedieran y, por lo tanto, se asumió que el heredero sería uno de sus cuatro hermanos sobrevivientes; Andrónico había muerto algún tiempo antes. Se sabía que su sucesor preferido era Constantino y, aunque Tomás aceptó esta elección, ya que tenía una buena relación con su hermano, Teodoro II se mostraba resentido con aquello. Cuando convocaron a su hermano a la corte imperial en 1435, creyó falsamente que sería designado coemperador y heredero y, viajó a Constantinopla para presentar sus objeciones. La disputa entre los hermanos no se resolvió hasta finales de 1436, cuando el futuro patriarca Gregorio Mammas llegó para reconciliarlos y evitar una guerra civil. Se acordó que Constantino regresaría a la capital, mientras que los otros dos déspotas permanecerían en Morea. El emperador lo necesitaba, ya que pronto partiría hacia Italia. Constantino llegó a Constantinopla el 24 de septiembre de 1437. A pesar de que no se lo proclamó coemperador, su nombramiento como regente por segunda ocasión, sugerido por su madre, Helena, indicó que debía ser considerado el heredero, para gran consternación de sus otros hermanos.

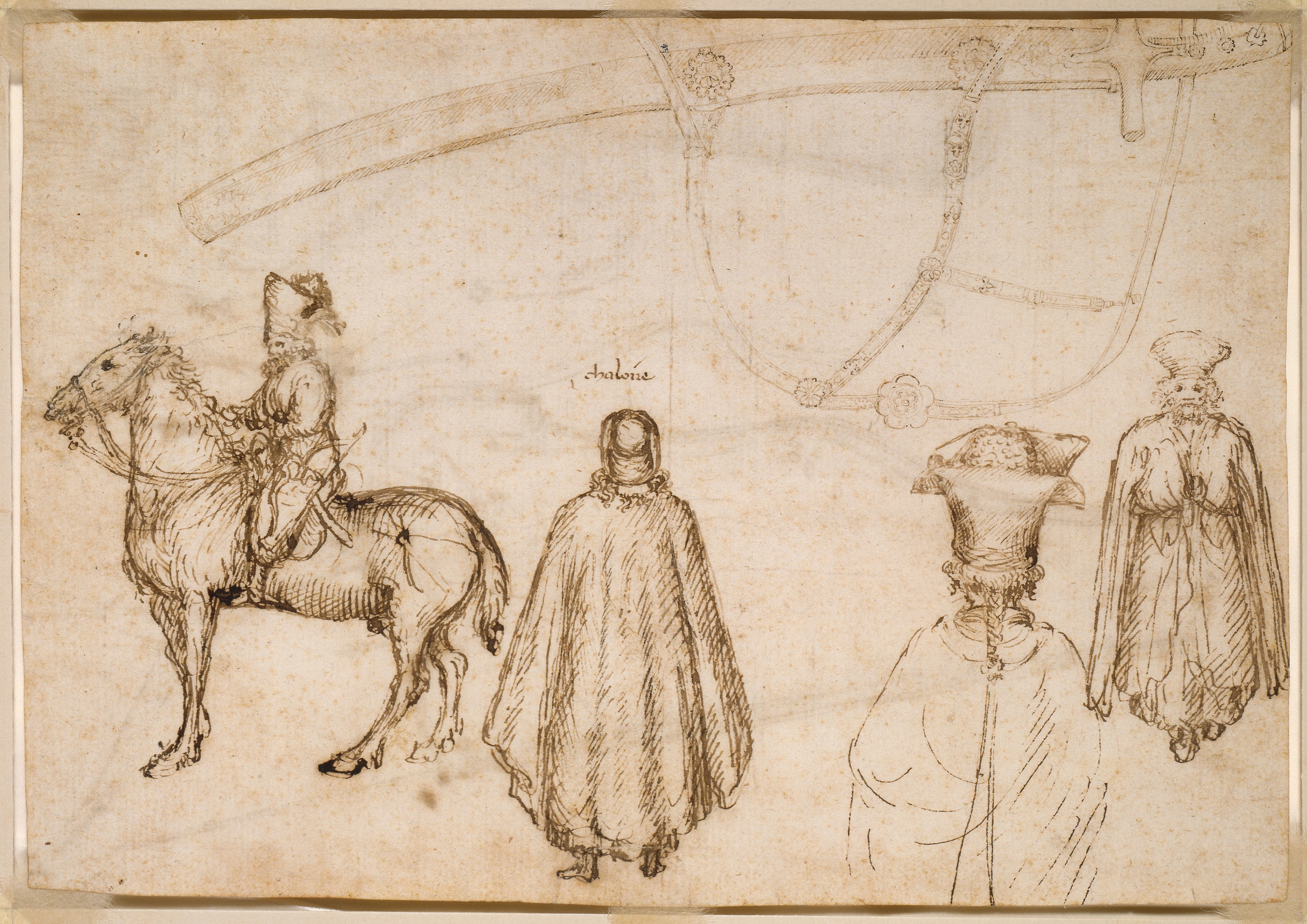
Bocetos contemporáneos de Pisanello sobre la delegación bizantina en el Concilio de Florencia. La figura montada sobre el caballo representa al emperador Juan VIII Paleólogo, hermano de Constantino.

El emperador viajó a Italia en noviembre para asistir al Concilio de Florencia, con el objetivo de unir a la iglesia católica y ortodoxa. Aunque muchos bizantinos se opusieron a esta idea, ya que significaba la sumisión religiosa ante el papado, se consideraba necesaria. El papa conocía la peligrosa situación de los cristianos de Oriente, pero no enviaría ningún auxilio al decadente imperio si este no se sometía a su autoridad y renunciaba a lo que los católicos percibían como errores. Juan VIII llevó consigo una gran delegación a Italia, incluido el patriarca José II de Constantinopla, representantes de los patriarcas de Alejandría y Jerusalén, y gran número de obispos, monjes y sacerdotes; también lo acompañó su hermano menor Demetrio. Este último se oponía a la unión de las iglesias, pero decidió no dejarlo en Constantinopla, ya que había mostrado tendencias rebeldes y se pensaba que intentaría tomar el trono con el apoyo de los otomanos. Constantino no careció del apoyo de los cortesanos imperiales: su primo Demetrio Paleólogo Cantacuceno y el estadista Lucas Notaras permanecieron en la ciudad. Su madre y su amigo Esfrantzes también se quedaron para asesorarlo. En 1438, fue caballero de honor en la boda de su amigo, y más tarde apadrinaría a dos de sus hijos.
Durante la ausencia del emperador, los otomanos acataron la paz previamente establecida. Solamente hubo un momento de preocupación durante la regencia: a principios de 1439, Constantino escribió a su hermano en Italia para que le recordase al papa que a los bizantinos se les habían prometido dos barcos de guerra para finales de la primavera. Esperaba que estos partieran en quince días, ya que creía que Murad II estaba planeando una fuerte ofensiva contra la capital. Aunque los navíos no fueron enviados, la ciudad no estuvo en peligro, ya que la campaña del sultán se centró en conquistar Smederevo, en Serbia.
En junio de 1439, el Concilio de Florencia proclamó la unión de las iglesias. Juan VIII regresó a Constantinopla el 1 de febrero de 1440. Aunque se lo recibió con una gran ceremonia organizada por Constantino y Demetrio, que había regresado algún tiempo antes, la noticia de la unificación provocó una ola de resentimiento y amargura entre la población en general, que sintió que el emperador había traicionado su fe y su visión del mundo. Muchos temían que esto despertara sospechas entre los otomanos. Sin embargo, Constantino compartía la opinión de su hermano sobre este asunto: si al sacrificar su iglesia obtenía el apoyo de los occidentales, la renuncia a la independencia eclesiástica no habría sido en vano.

### Segundo matrimonio y amenazas otomanas
A pesar de haber sido relevado de sus deberes como regente cuando regresó su hermano, Constantino permaneció en la capital hasta finales de 1440. Es posible que se quedase para encontrar una esposa adecuada, ya que deseaba volver a casarse. Se decidió por Caterina Gattilusio, hija de Dorino I Gattilusio, señor genovés de la isla de Lesbos. En diciembre de 1440, envío a Esfrantzes a Lesbos para organizar la propuesta matrimonial. A finales de 1441, zarpó hacia la isla con su amigo y Notaras, y en agosto se casó con Caterina. En septiembre, tuvo que partir a Morea, pero dejó a su esposa con su padre.
A su regreso, observó que sus hermanos habían gobernado bien sin su ayuda. Creía que podía satisfacer mejor las necesidades del imperio si estaba más cerca de la capital. Su hermano menor, Demetrio, administraba su antiguo «principado» del mar Negro y consideró la posibilidad de cambiarle su señorío de Morea por su señorío. Mandó a Frantzés para plantear la idea tanto a su hermano como a Murad II, quien en este punto tenía que ser consultado sobre cualquier nombramiento.
En 1442, Demetrio ya no deseaba ningún intercambio y apuntaba al trono imperial. Acababa de hacer un trato con el propio sultán y reunió un ejército: se presentó como el campeón de la causa apoyada por los otomanos que se oponía a la unión de las iglesias y declaró la guerra a Juan VIII. Cuando el emisario llegó a su corte para transmitir la oferta, Demetrio ya se preparaba para marchar sobre Constantinopla. El peligro que representaba era tan grande que el emperador convocó a Constantino para que supervisara las defensas de la ciudad. Demetrio y los otomanos iniciaron el asedio en abril de 1442 y en julio Constantino abandonó Morea para socorrer a su hermano. De camino, recogió a su esposa en Lesbos y juntos navegaron hacia Lemnos, donde el bloqueo otomano los detuvo durante meses. Aunque Venecia envió barcos para ayudarlos, Caterina enfermó y murió en agosto; fue enterrada en Mirina, en Lemnos. Constantino no llegó a Constantinopla hasta noviembre y para entonces, el asedio ya había sido repelido. El castigo de Demetrio fue un breve encarcelamiento. En marzo de 1443, Esfrantzes fue nombrado gobernador de Selimbria en nombre de Constantino; desde ahí, se podía vigilar atentamente las actividades del hermano rebelde. Constantino cedió el control de Selimbria a Teodoro en noviembre; este había renunciado a su cargo de déspota de Morea, región que a partir de entonces se repartieron únicamente Constantino y Tomás; Constantino también obtuvo Mistrá, la próspera capital de la provincia.

### Déspota en Mistrá

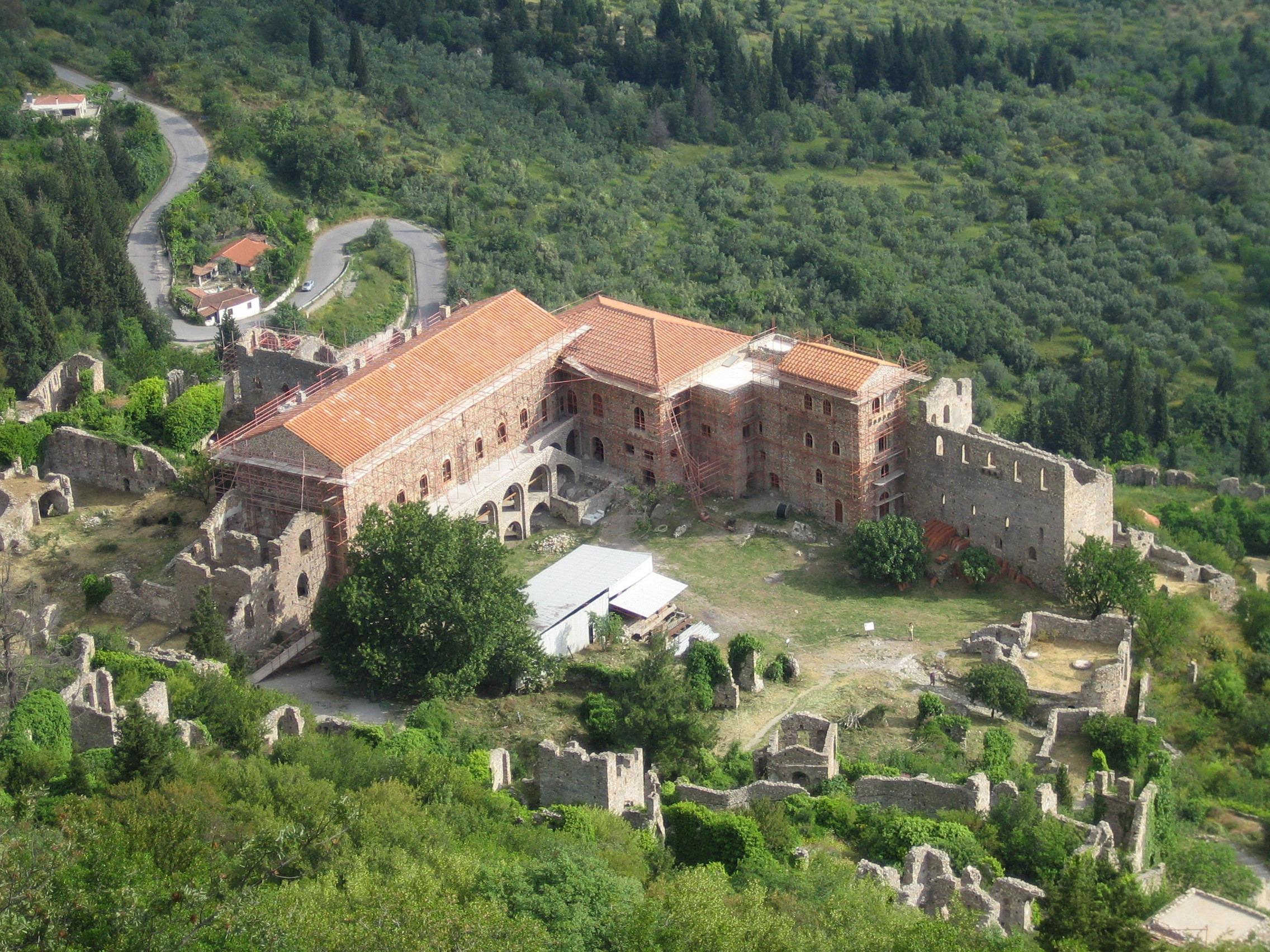
El palacio del déspota en Mistrá desde el cual Constantino gobernó Morea entre 1443 y 1449.

Con la partida de Teodoro II y el encarcelamiento de Demetrio, los déspotas esperaban fortalecer Morea. En ese momento, la provincia era el centro cultural del mundo bizantino y proporcionaba una atmósfera más esperanzadora que Constantinopla. Los mecenas del arte y la ciencia que se habían establecido en aquel lugar continuaron construyendo iglesias, monasterios y mansiones. Los hermanos esperaban transformarlo en un principado seguro y casi autosuficiente. El filósofo Pletón, empleado al servicio de Constantino, dijo que, aunque Constantinopla había sido una vez la Nueva Roma, Mistrá podría convertirse en la «Nueva Esparta», un reino helénico centralizado y fuerte por derecho propio.
Uno de sus proyectos era la reconstrucción del muro del Hexamilión, que los otomanos habían destruido en 1431. Lo restauraron completamente en marzo de 1444. El proyecto impresionó a muchos de sus súbditos y contemporáneos, incluidos los señores venecianos de Morea, que se habían negado cortésmente a ayudar en su financiación. La reconstrucción costó mucho dinero y mano de obra; muchos de los terratenientes de la región habían huido temporalmente a territorio veneciano para evitar contribuir a la empresa, mientras que otros se sublevaron y hubieron de ser sometidos por la fuerza y obligados a participar en la restauración. Constantino intentó atraer la lealtad de los terratenientes otorgándoles más tierras y varios privilegios. También organizó juegos atléticos locales, donde los jóvenes podían competir en carreras por premios.

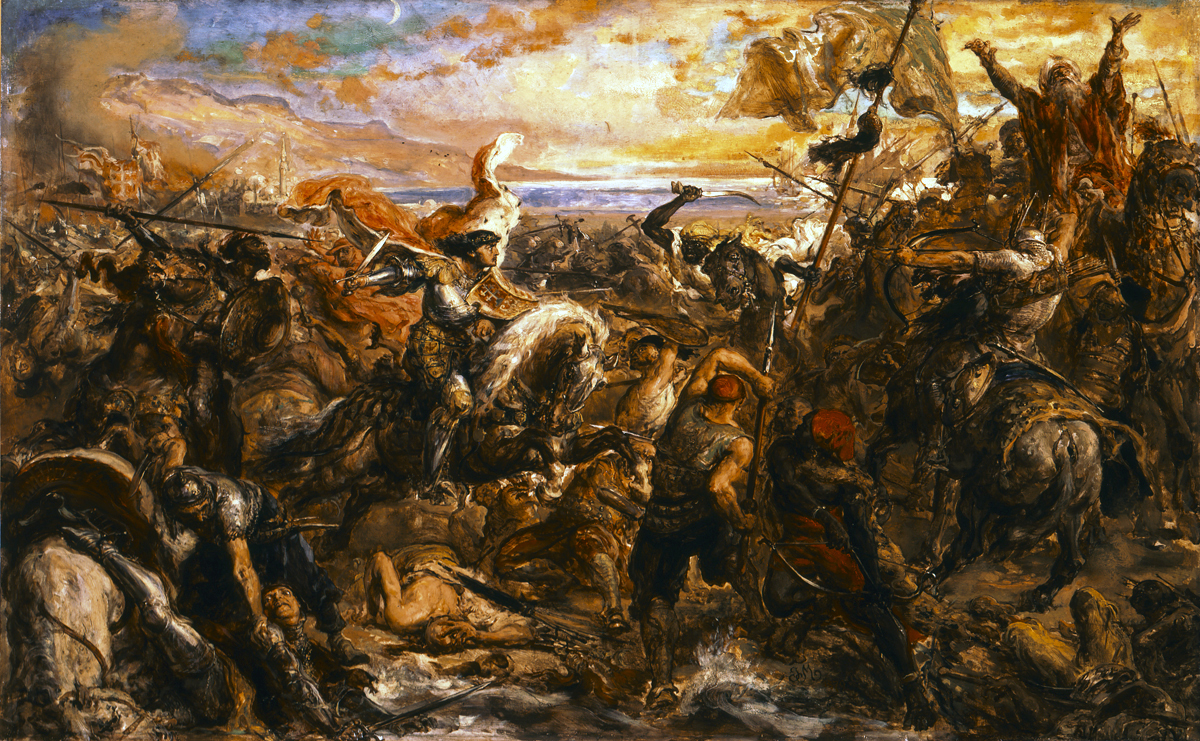
La cruzada de Varna, enviada para ayudar a los bizantinos contra los otomanos, fue aplastada por el sultán Murad II en la batalla homónima en 1444.

En el verano de 1444, puede que animado por las noticias de que había partido una cruzada desde Hungría en 1443, Constantino invadió el Ducado de Atenas, señorío lindante al norte y vasallo otomano. A través de Frantzés, estuvo en contacto con el cardenal Giuliano Cesarini quien, junto con el rey Vladislao III Jagellón, era uno de los jefes de la cruzada. Cesarini se dio cuenta de sus intenciones y de que estaba preparado para apoyarlos cuando atacó a los otomanos desde el sur. Constantino conquistó rápidamente Atenas y Tebas y obligó al duque Nerio II Acciaioli a rendirle homenaje. La reconquista de Atenas se consideró una hazaña particularmente gloriosa: uno de sus consejeros lo comparó con el general ateniense Temístocles. Aunque el ejército cruzado fue derrotado en la batalla de Varna por los otomanos el 10 de noviembre de 1444, Constantino no se detuvo. Su campaña inicial había tenido un éxito notable y también había recibido apoyo extranjero por parte del duque Felipe III de Borgoña, quien le envió trescientos soldados. Con estos y sus propios hombres, Constantino atacó la Grecia Central y llegó hasta el norte de la cordillera del Pindo en Tesalia, donde la población local lo acogió como su nuevo señor. A medida que avanzaba, uno de sus gobernadores, Constantino Cantacuceno, también se dirigió al norte, penetró en Tesalia y se apoderó de la ciudad de Lidoriki, cuyos habitantes, emocionados con la liberación, cambiaron el nombre de la ciudad a Cantacucinópolis en su honor.
Cansado de estos éxitos bizantinos, Murad II, acompañado por Nerio II, marchó sobre Morea en 1446, con un ejército que posiblemente llegaba a los sesenta mil hombres. A pesar del abrumador tamaño del ejército enemigo, Constantino se negó a entregar sus recientes conquistas y se preparó para dar batalla. Los otomanos recobraron rápidamente Tesalia; Constantino y Tomás se reunieron en el muro del Hexamilión, a donde llegaron los otomanos el 27 de noviembre. Estaban decididos a defenderlo y habían traído todas sus fuerzas disponibles, quizás unos veinte mil hombres. Aunque el muro podría haber resistido al gran ejército otomano en circunstancias normales, Murad II había traído consigo cañones y para el 10 de diciembre lo había reducido a escombros; la mayoría de los defensores pereció o fue capturada y los hermanos apenas escaparon con vida de la catastrófica derrota. El sultán envió a Turahan al sur para ocupar Mistrá y devastar las tierras de Constantino mientras este se retiraba con los restos de su ejército hacia el norte de Morea. Aunque Turahan no pudo tomar la ciudad, esto tuvo poca importancia, ya que Murad II solo quería infundir temor y no deseaba conquistar la provincia en ese momento. Los otomanos dejaron la península devastada y despoblada. Los hermanos no estaban en condiciones de pedir una tregua y se vieron obligados a someterse, pagar tributos y prometer que nunca más restaurarían el Hexamilión.

## Reinado como emperador

### Ascenso al trono

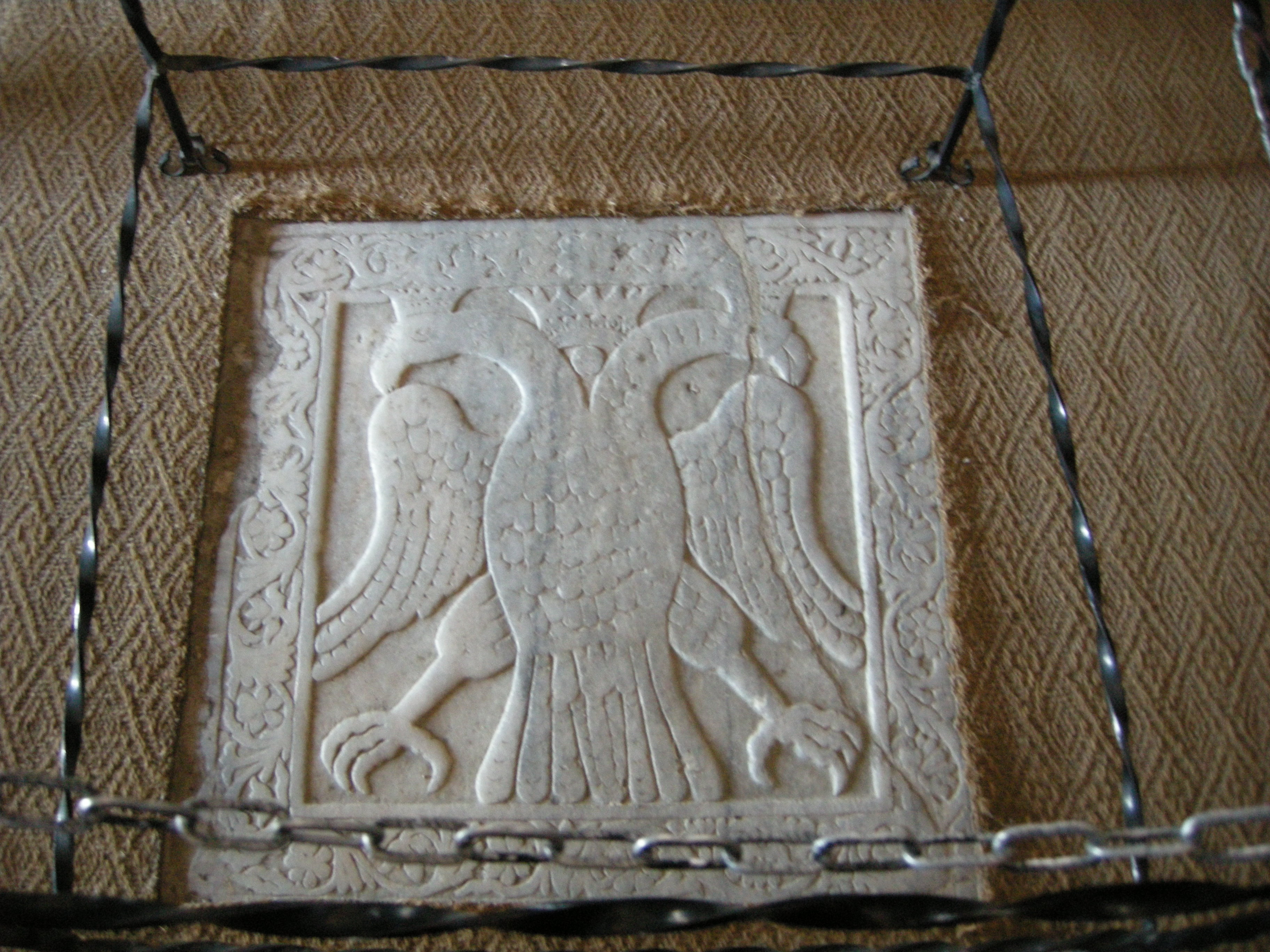
Relieve en mármol de un águila bicéfala en la Iglesia de San Demetrio en Mistrá, que marca el lugar donde supuestamente fue coronado Constantino XI.

En junio de 1448 falleció Teodoro II y el 31 de octubre de ese mismo año también murió Juan VIII. Comparado con sus otros hermanos que todavía vivían, Constantino era el más popular de su familia, tanto en Morea como en la capital. Se sabía también que era que el sucesor predilecto de su fallecido hermano y, en última instancia, la decisión de Helena (que también lo prefería) prevalecía en el asunto. Tanto Tomás, que parecía no tener ninguna intención de reclamar el trono, como Demetrio, que ciertamente lo hizo, llegaron a Constantinopla antes de que abandonara Morea. Aunque muchos favorecieron a su hermano menor por su sentimiento antiunionista, Helena se reservó el derecho de actuar como regente hasta que llegó su hijo mayor, Constantino, y detuvo el intento de su otro hijo de ocupar el trono. Tomás aceptó la elección de su hermano y Demetrio lo rechazó, aunque más tarde lo aceptaría como emperador. Poco después, 
Esfrantzes informó al sultán, quien también aceptó la elección el 6 de diciembre de 1448. Con el asunto de la sucesión resuelto, Helena envió a dos mensajeros, Manuel Paleólogo Iagros y Alejo Filantropeno Láscaris, a Morea para proclamarlo emperador y llevarlo a la capital. Tomás también los acompañó.
Constantino recibió el título de emperador de los romanos el 6 de enero de 1449 en una pequeña ceremonia civil en Mistrá, posiblemente en una de las iglesias o en el palacio del déspota. No le entregaron una corona; en cambio, se ciñó una especie de tocado pequeño, un píleo. Aunque los emperadores eran coronados tradicionalmente en la iglesia de Santa Sofía en Constantinopla, había un precedente histórico para realizar ceremonias más pequeñas y locales: siglos atrás, Manuel I Comneno había recibido el título de su padre moribundo, Juan II Comneno, en Cilicia; su bisabuelo, Juan VI Cantacuceno, se proclamó emperador en Demótica en Tracia. Tanto Manuel I como Juan VI habían tenido la precaución de realizar la tradicional ceremonia de coronación en Santa Sofía una vez que llegaron a la capital, pero no fue el caso de Constantino. Tanto este como el patriarca Gregorio Mammas eran partidarios de la unión de las iglesias; si el patriarca hubiera oficiado dicha ceremonia, esto podría haber conducido a los antiunionistas de la capital a rebelarse. Su acceso al trono fue controvertido: aunque lo aceptaron debido a su linaje y a la ausencia de otros candidatos, la falta de una coronación completa y su apoyo a la unión de las iglesias afectaron a la percepción pública que se tenía de su persona.
Debido al cuidado que tuvo por no enojar a los antiunionistas evitando la ceremonia habitual con el patriarca Gregorio Mammas, creyó que su proclamación en Mistrá había sido suficiente como coronación imperial y que gozaba de todos los derechos constitucionales del título imperial. En su primer documento conocido, una crisóbula de febrero de 1449, se refiere a sí mismo como «Constantino Paleólogo en Cristo, verdadero emperador y autócrata de los romanos». Llegó a Constantinopla el 12 de marzo de 1449, en una embarcación que le habían proporcionado los catalanes.
Constantino estaba bien preparado para ascender al trono, ya que había desempeñado el cargo de regente dos veces y administrado numerosos principados en los territorios restantes del imperio. Sin embargo, la situación de la capital era una sombra de su antigua gloria; la ciudad nunca se recuperó realmente del saqueo perpetrado por los cruzados en 1204. En lugar de la gran capital imperial que había sido en pasado, la Constantinopla del siglo XV era una red de centros de población casi rural, en la que muchas de las iglesias y palacios, incluido el antiguo Gran Palacio de Constantinopla, estaban abandonados y en mal estado; los emperadores Paleólogos utilizaron el palacio de Blanquerna, ubicado cerca de las murallas de la ciudad, como residencia principal. La población había disminuido significativamente debido a la ocupación latina, las guerras civiles del siglo XIV y los brotes de la peste negra en 1347, 1409 y 1410. Cuando Constantino se convirtió en emperador, solamente había unas cincuenta mil almas en la ciudad.

### Preocupaciones iniciales

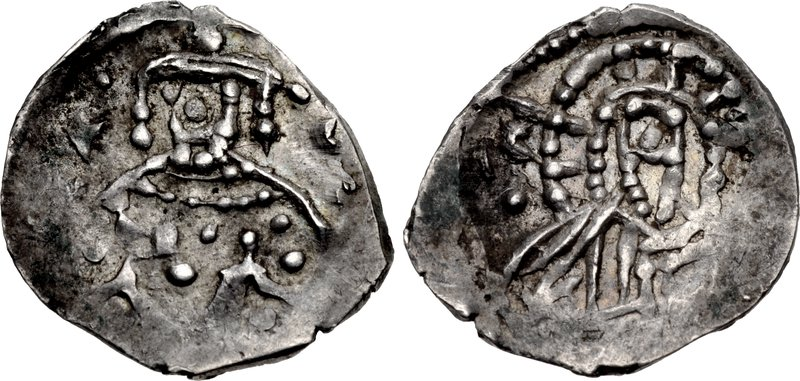
1/8 de stavraton, acuñado entre 1448 y 1453. Una de las últimas monedas acuñadas por el Imperio bizantino, la moneda presenta un busto de Constantino (izquierda) y Cristo Pantocrátor (derecha).

Uno de sus problemas más urgentes eran los otomanos. Su primer acto como emperador, apenas dos semanas después de llegar a la capital, fue intentar mantener sus posesiones territoriales firmando una tregua con Murad II. Envió a un embajador, Andrónico Iagaris, a la corte del sultán. Iagaris tuvo éxito, y la tregua acordada también incluyó a su hermano en Morea, para proteger la provincia de nuevos ataques. Con el fin de expulsar a Demetrio de la capital y sus alrededores, lo nombró déspota de Morea, para que compartiese la administración de la provincia con Tomás. También le confirió su antigua capital, Mistrá, y la autoridad sobre las partes sur y este del territorio, mientras su otro hermano gobernaba Corintia y el noroeste, alternando residencia entre Patras y Leontari.

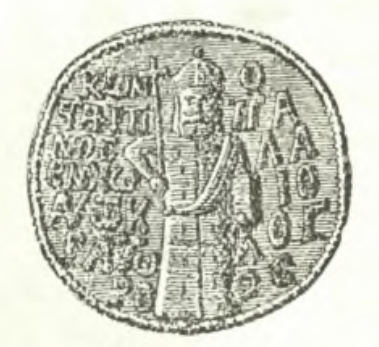
Sello imperial de Constantino.

Constantino trató de mantener numerosas conversaciones con los antiunionistas de la capital, que habían organizado una sinaxis para oponerse a la autoridad del patriarca por ser unionista. El emperador no era un unionista fanático y simplemente consideraba que la unión de las iglesias era necesaria para la supervivencia del imperio. Los antiunionistas encontraron este argumento infundado y materialista; creían que la salvación del imperio vendría de la confianza en Dios y no de una campaña cruzada.
Otra preocupación apremiante era la continuación de la familia imperial, ya que ni Constantino ni sus hermanos tenían hijos varones en ese momento. En febrero de 1449, envió a Manuel Disípato como embajador a Italia para hablar con el rey Alfonso V de Aragón, también rey de Nápoles, con el fin de asegurar su ayuda militar contra los otomanos y forjar una alianza matrimonial. La supuesta novia sería la sobrina del rey, Beatriz de Coímbra, pero la alianza fracasó. En octubre de 1449, despachó a Esfrantzes para visitar las cortes del Imperio de Trebisonda y el Reino de Georgia y ver si podía encontrarle una prometida adecuada; el emisario abandonó la capital durante casi dos años, acompañado por un gran séquito de sacerdotes, nobles, músicos y soldados.
Mientras estaba en la corte del emperador Juan IV Gran Comneno en Trebisonda, Esfrantzes se enteró de que Murad II había fallecido. Aunque Juan IV vio esto como una noticia positiva, 
Esfrantzes estaba inquieto: el viejo sultán se había cansado y abandonado toda esperanza de conquistar Constantinopla. Su hijo y sucesor, Mehmed II, era ambicioso, joven y enérgico. 
Esfrantzes tenía la idea de que se podría disuadir al nuevo sultán de invadir Constantinopla si su emperador se casaba con la viuda de su padre, Mara Branković. El emperador apoyó la idea cuando recibió su informe en mayo de 1451 y envió mensajeros a Serbia, adonde Mara había regresado después de la muerte de su esposo. Muchos de los cortesanos bizantinos se opusieron a la idea debido a su desconfianza hacia los serbios, lo que provocó que se cuestionara la viabilidad del matrimonio. En última instancia, la oposición de los cortesanos al matrimonio resultó inútil: la viuda no deseaba volver a casarse, ya que había jurado llevar una vida de celibato y castidad una vez liberada de los otomanos. Esfrantzes sugirió entonces que una novia georgiana sería lo mejor y regresó a Constantinopla en septiembre de 1451, trayendo consigo a un embajador de aquel reino. Constantino agradeció a su amigo por sus esfuerzos y ambos acordaron que Esfrantzes regresaría a Georgia en la primavera de 1452 y forjaría una alianza matrimonial, pero las crecientes tensiones con los otomanos se lo impidieron.
Helena Dragaš, la madre del emperador, falleció el 23 de marzo de 1450. Había sido muy respetada entre los bizantinos y su muerte fue muy sentida. Pletón, filósofo que anteriormente había servido en la corte de Constantino en Morea, y Genadio Escolario, futuro patriarca de Constantinopla, escribieron oraciones fúnebres alabándola. Pletón elogió su fortaleza e intelecto y, la comparó con la legendaria heroína griega Penélope debido a su prudencia. Los demás consejeros del emperador a menudo disentían de él y entre sí, por lo que la muerte de su madre dejó al monarca sin saber quién sería su principal asesor a partir de entonces. Andrónico Paleólogo Cantacuceno, el gran doméstico (o general en jefe), no estaba de acuerdo con el emperador en una serie de asuntos, incluida la decisión de casarse con una princesa georgiana en vez de hacerlo con una trebera. La figura más poderosa de la corte era Lucas Notaras, un estadista experimentado y megaduque (jefe de la marina). Aunque no era del agrado de Esfrantzes, era un amigo íntimo de Constantino. Debido a que el Imperio bizantino ya no tenía una marina, su cargo era más un título que le permitía ejercer como primer ministro efectivo que un grado estrictamente militar. El megaduque suponía que las enormes defensas de Constantinopla detendrían cualquier ataque y permitirían a los cristianos de Occidente socorrerlos a tiempo. Debido a su influencia y amistad con el emperador, probablemente lo imbuyó de sus esperanzas e ideas. 
Esfrantzes recibió el cargo de vestiaritas: esto le dio acceso casi sin obstáculos a la residencia imperial y una posición para influir en Constantino; era incluso más cauteloso con los otomanos que el megaduque, y creía que este se arriesgaba a enemistarse con el nuevo sultán. Aunque también aprobó solicitar la ayuda de Occidente, creía que cualquier pedido tenía que ser muy discreto para evitar la atención otomana.

### Búsqueda de aliados

Mapa político del Mediterráneo oriental en 1450.

Poco después de la muerte de Murad II, Constantino se apresuró a enviar emisarios a la corte del nuevo sultán en un intento por concertar una nueva tregua. Mehmed II supuestamente los recibió con gran respeto y los tranquilizó al jurar por Alá, el profeta Mahoma, el Corán y los ángeles y arcángeles que viviría en paz con los bizantinos por el resto de su vida. El emperador no estaba convencido y sospechaba que su estado de ánimo podría cambiar abruptamente en el futuro. Con el fin de prepararse para un posible ataque otomano, necesitaba asegurar alianzas y los reinos más poderosos que podrían estar dispuestos a ayudarlo estaban en Occidente.
El aliado potencial más cercano y más preocupado era Venecia, que operaba una gran colonia comercial en su barrio de Constantinopla. Sin embargo, no se podía confiar en ella. Durante los primeros meses de su gobierno como emperador, Constantino había aumentado los impuestos sobre los bienes que los venecianos importaban a su capital, ya que el tesoro imperial estaba casi vacío y los fondos debían recaudarse por algún medio. En agosto de 1450, los venecianos amenazaron con transferir su comercio a otro puerto, quizás uno bajo control otomano, y a pesar de que Constantino escribió al dux de Venecia, Francesco Foscari, en octubre, para disuadirlo, los venecianos siguieron descontentos y firmaron un tratado formal con Mehmed II en 1451. Para disgustarlos, el emperador intentó cerrar un trato con la República de Ragusa en 1451, ofreciéndole un lugar para comerciar en su ciudad con concesiones fiscales limitadas, aunque los raguseos podían ofrecer poca ayuda militar al imperio.
La mayoría de los reinos de Europa Occidental estaban ocupados con sus propias guerras en ese momento y la aplastante derrota en la batalla de Varna había socavado notablemente el espíritu cruzado. La noticia de la muerte Murad II y de que le había sucedido su hijo pequeño también adormeció a los europeos occidentales con una falsa sensación de seguridad. Para el papado, la unión de iglesias era una preocupación mucho más apremiante que la amenaza de un ataque otomano. En agosto de 1451, el embajador bizantino, Andrónico Briennio Leontaris llegó a Roma para entregar una carta al papa Nicolás V, que contenía una declaración de la sinaxis antiunionista en Constantinopla. Constantino esperaba que el papa leyera la carta y comprendiera las dificultades que tenía para consumar la unión. La carta contenía la propuesta de la sinaxis de que se celebrara un nuevo concilio en Constantinopla, con un número igual de representantes de ambas iglesias (los ortodoxos habían sido superados en número en el concilio anterior). El 27 de septiembre, el pontífice respondió después de enterarse de que el patriarca unionista Gregorio Mammas había dimitido como consecuencia de la oposición que había encontrado. Nicolás V simplemente escribió al emperador que tenía que esforzarse más para convencer a su pueblo y al clero y, que el precio de una mayor ayuda militar de Occidente era la plena aceptación de la unión lograda en Florencia; el nombre del papa debía ser conmemorado en las iglesias de Grecia y Gregorio Mammas debía recobrar el cargo de patriarca. El ultimátum fue un revés para Constantino, que había hecho todo lo posible para hacer cumplir la unión sin provocar disturbios en la capital. El papa parecía haber soslayado por completo el sentimiento de la sinaxis antiunionista; mandó a un legado papal, el cardenal Isidoro de Kiev, a Constantinopla para intentar ayudar al emperador en hacer cumplir la unión, pero el cardenal no llegó hasta octubre de 1452, cuando la ciudad enfrentaba problemas más urgentes.

### Tratos con Mehmed II

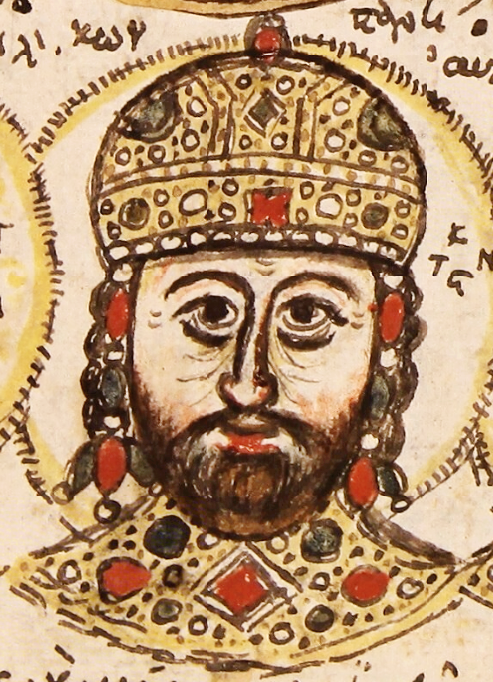
Retrato de Constantino (de un códice que contiene una copia del Epitomé historion de Juan Zonaras).

Un bisnieto del sultán Bayezid I, Orhan Çelebi, vivía como rehén en Constantinopla. Aparte de Mehmed II, este era el único miembro masculino vivo conocido de la dinastía otomana y, por lo tanto, era un aspirante potencial al trono y posible rival de Mehmed. El sultán había acordado pagar anualmente por la retención de Orhan en la capital bizantina, pero en 1451, Constantino envió un mensaje quejándose de que el pago no era suficiente e insinuó que, a menos que se le pagara más dinero, podría ser liberado, lo que posiblemente provocaría una guerra civil. La estrategia de intentar utilizar príncipes otomanos como rehenes la había empleado ya antes su padre, Manuel II, pero era arriesgada. El gran visir de Mehmed II, Çandarlı Halil Bajá, recibió el mensaje en Bursa; la amenaza lo consternó y consideró que el emperador era inepto. Los bizantinos habían confiado durante mucho tiempo en Halil, a quien habían pagado sobornos y cuya amistad habían cultivado, para mantener relaciones pacíficas con los otomanos, pero su influencia sobre el sultán era limitada y, en última instancia, era leal a los otomanos, no a los bizantinos. Debido a la descarada provocación, perdió los estribos con los mensajeros bizantinos, supuestamente, y les gritó:

Estúpidos griegos, ya he tenido suficiente de sus tortuosos caminos. El difunto sultán fue un amigo indulgente y consciente para ustedes. El actual sultán no es de la misma opinión. Si Constantino elude su audaz e impetuoso entendimiento, será solo porque Dios continúa pasando por alto sus astutos y malvados planes. Son tontos al pensar que pueden asustarnos con sus fantasías, y eso cuando la tinta de nuestro reciente tratado está apenas seca. No somos niños sin fuerza ni razón. Si cree que puede empezar algo, hágalo. Si quiere proclamar a Orhan sultán en Tracia, adelante. Si quiere traer a los húngaros de allende el Danubio, déjelos venir. Si quiere recuperar los lugares que perdió hace mucho tiempo, que lo intente. Pero sepa esto: no avanzará en ninguna de estas cosas. Todo lo que logrará es perder lo poco que le queda.

Constantino y sus consejeros habían juzgado catastróficamente mal la determinación del nuevo sultán. A lo largo de su breve reinado, no había podido formar una política exterior eficaz con el Imperio otomano. Continuó principalmente la política de sus predecesores, haciendo lo que pudo para preparar a Constantinopla para un ataque, pero también alternó entre las súplicas y el enfrentamiento. Sus asesores tenían poco conocimiento y experiencia sobre la corte otomana y no se ponían de acuerdo en cómo lidiar con este amenaza y como vacilaba entre las opiniones de los diferentes consejeros, la política del emperador hacia Murad II y Mehmed II fue incoherente y resultó un desastre.
Mehmed II consideró que Constantino había roto los términos de la tregua de 1449 y revocó rápidamente las pequeñas concesiones que le había hecho. La amenaza de liberar a Orhan le dio un pretexto para concentrar todos sus esfuerzos en apoderarse de Constantinopla, su verdadero objetivo desde que era sultán. Creía que la conquista de la ciudad era esencial para la supervivencia del estado otomano: al apoderarse de ella, evitaría que cualquier posible cruzada la utilizara como base o que cayera en manos de un rival más peligroso que los bizantinos. Además, tenía un gran interés en la historia medieval bizantina y la Antigüedad grecorromana: sus héroes de la infancia habían sido figuras como Aquiles y Alejandro Magno.

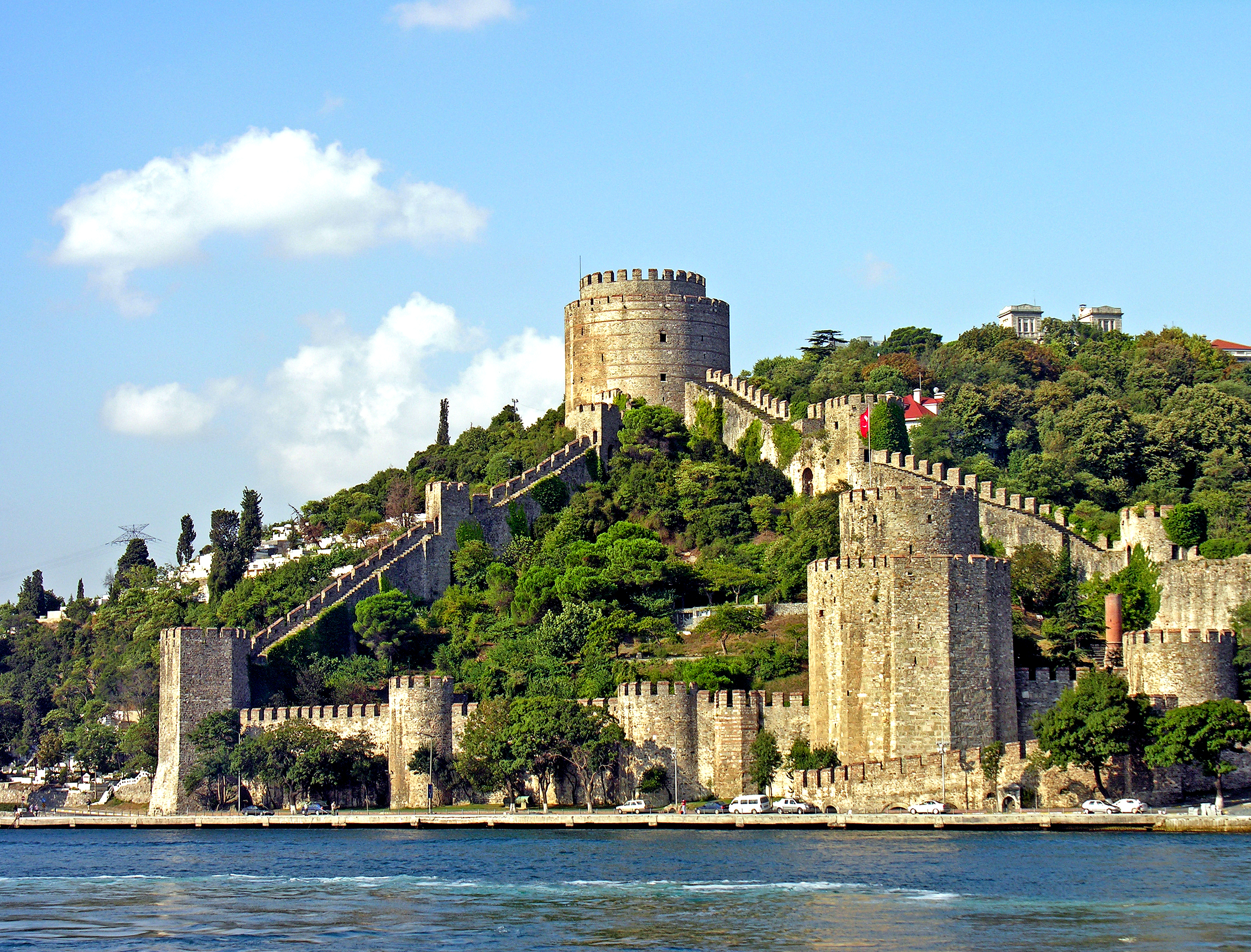
El castillo Rumelihisarı visto desde el estrecho del Bósforo.

El sultán comenzó los preparativos de inmediato. En la primavera de 1452, inició el trabajo en el castillo Rumelihisarı, construido en el lado occidental del estrecho del Bósforo, frente al castillo Anadoluhisarı ya existente en el lado oriental. Las dos fortalezas le permitiían controlar el tráfico marítimo en el Bósforo y bloquear Constantinopla tanto por tierra como por mar. Constantino, horrorizado por las implicaciones del proyecto de construcción, protestó porque el abuelo del sultán, Mehmed I, había pedido respetuosamente el permiso de Manuel II antes de construir el castillo oriental y le recordó la tregua existente. Sus acciones en Morea, especialmente durante la época de la cruzada de Varna, habían dejado claro que Constantino era claramente antiturco y prefería emprender acciones agresivas contra el Imperio otomano, por lo que sus intentos de apelar a Mehmed II fueron simplemente una táctica dilatoria. La respuesta otomana fue que el área en que se iba a erigir la fortaleza había estado deshabitada y que el emperador no poseía nada fuera de los muros de Constantinopla.
El Rumelihisarı se completó en agosto de 1452 con la intención no solo de servir como un medio para bloquear la ciudad, sino también como la base desde la cual el sultán se dirigía a conquistarla; la fortaleza desató el pánico en Constantinopla. Para hacer sitio al nuevo castillo, se demolieron algunas iglesias, lo que enfureció a la población griega local. Los otomanos habían enviado algunos animales a pastar en las tierras de cultivo bizantinas a orillas del mar de Mármara, lo que también enfureció a los lugareños. Cuando los granjeros griegos protestaron, Mehmed II envió a sus tropas a atacarlos, matando a unos cuarenta. Indignado, Constantino declaró formalmente la guerra al sultán, cerró las puertas de Constantinopla y arrestó a todos los turcos que se hallaban dentro de las murallas de la ciudad. La inutilidad de este gesto le hizo retractarse tres días después y liberó a los prisioneros. Luego, durante el asedio de la ciudad, ordenó de mala gana la ejecución de todos los turcos que se encontraban en ella después de que el sultán pasase por las armas a las tripulaciones de varios barcos italianos que había apresado.
Constantino comenzó a prepararse para lo que era, en el mejor de los casos, un bloqueo y, en el peor, un asedio, reuniendo provisiones y reparando las murallas. Manuel Paleólogo Iagros, uno de los enviados que lo había investido como emperador en 1449, fue encargado de la restauración de las formidables murallas, proyecto que se completó a finales de 1452. El emperador envió nuevas solicitudes de ayuda, más urgentes, a Occidente. Hacia finales de 1451, había expedido un mensaje a Venecia en el que decía que, a menos que le enviaran refuerzos de inmediato, Constantinopla caería en manos de los otomanos. Aunque los venecianos simpatizaban con la causa bizantina, explicaron en su respuesta de febrero de 1452 que, aunque podían enviarle armaduras y pólvora, no tenían tropas de sobra, ya que estaban luchando contra ciudades-Estado vecinas en Italia en ese momento. Cuando los otomanos hundieron un barco comercial veneciano en el Bósforo en noviembre de 1452 y ejecutaron a los supervivientes debido a que el barco se había negado a pagar un nuevo peaje instituido por el sultán, su actitud cambió, ya que entonces también se encontraron en guerra con los otomanos. Desesperado por obtener socorro, Constantino suplicó a sus hermanos en Morea y a Alfonso V que lo auxiliasen; prometió a este último la isla de Lemnos si le enviaba apoyo. Juan Hunyadi, regente de Hungría, también prometió cooperación militar, pero a cambio exigió las ciudades bizantinas de Selimbria y Mesembria. A los genoveses de la isla de Quíos también se les envió una petición, prometiéndoles un pago a cambio de su colaboración militar. El emperador recibió pocas respuestas a sus súplicas.

### Desunión religiosa en Constantinopla

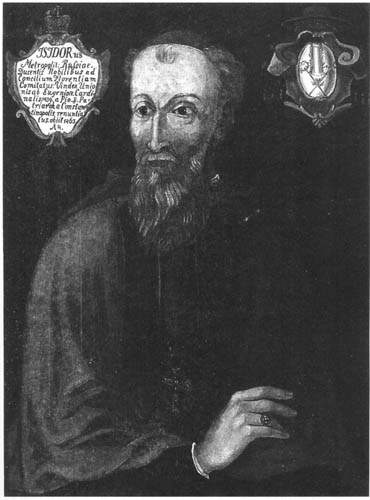
Isidoro de Kiev, enviado como legado papal a Constantinopla en octubre de 1452.

Constantino envió muchas peticiones de ayuda al papa Nicolás V. Este comprendía la situación, pero no podía acudir al rescate de los bizantinos a menos que aceptaran plenamente la unión de las iglesias y su autoridad espiritual. Además, sabía que el papado por sí solo no podía hacer mucho contra los turcos otomanos; Constantino recibió una respuesta similar de Venecia, que prometía ayuda militar solo si otros en Europa Occidental también acudían en defensa de Constantinopla. El 26 de octubre de 1452, el legado papal, Isidoro de Kiev, llegó a la capital bizantina junto con el arzobispo latino de Mitilene, Leonardo de Quíos. Con estos venía una pequeña fuerza de doscientos arqueros napolitanos. Aunque la presencia de estos no tuvo gran trascendencia en la batalla que se avecinaba, probablemente era más apreciada para los constantinopolitanos que el propósito real de la visita de los prelados católicos; cimentar la unión de las iglesias. Su llegada a la ciudad provocó el frenesí de los antiunionistas. El 13 de septiembre de 1452, un mes antes de que llegaran, el abogado y antiunionista Teodoro Agaliano había escrito una breve crónica de los acontecimientos contemporáneos, que concluye con las siguientes palabras:

Esto fue escrito en el tercer año del reinado de Constantino Paleólogo, quien permanece sin corona porque la iglesia no tiene jefe y de hecho está en desorden como resultado de la agitación y confusión provocada por la unión falsamente nombrada que su hermano y predecesor Juan Paleólogo diseñó... Esta unión era malvada y desagradable para Dios y, en cambio, ha dividido a la iglesia y ha esparcido a sus hijos y nos ha destruido por completo. A decir verdad, esta es la fuente de todas nuestras otras desgracias.

Constantino y sus predecesores habían juzgado mal el nivel de oposición contra la unión de las iglesias. Lucas Notaras logró calmar un poco la situación en la capital, explicando a una asamblea de nobles que la visita católica tenía buenas intenciones y que los soldados que habían acompañado a Isidoro y Leonardo quizá fuesen tan solo la vanguardia de un ejército de socorro. Muchos nobles estaban convencidos de que se podía pagar un precio espiritual por recompensas materiales y que, si eran rescatados del peligro inmediato, habría tiempo después para pensar con más claridad en una atmósfera más tranquila. 
Esfrantzes sugirió a Constantino que nombrara a Isidoro nuevo patriarca de Constantinopla, ya que Gregorio Mammas no había sido visto por algún tiempo y era poco probable que regresara. Aunque tal nombramiento podría haber complacido al papa y llevado al envío de más apoyo militar, Constantino se dio cuenta de que eso solamente provocaría más a los antiunionistas. La población de la capital se amotinó cuando se dio cuenta de que los doscientos soldados que habían llegado con el legado y el arzobispo era la única ayuda que obtendría del papado.
Leonardo de Quíos le confió al emperador que creía que era demasiado indulgente con los antiunionistas, instándolo a arrestar a sus jefes y esforzarse más para debilitar a la oposición a la unión de las iglesias. Constantino se opuso a la idea, tal vez pensando que arrestar a los cabecillas los haría mártires de su causa. En cambio, convocó a los dirigentes de la sinaxis al palacio imperial el 15 de noviembre de 1452, y una vez más les pidió que escribieran un documento con sus objeciones a la unión lograda en Florencia, que estos estaban ansiosos por redactar. El 25 de noviembre, los otomanos hundieron otro barco comercial veneciano con fuego de cañón desde el nuevo castillo de Rumelihisarı, un evento que cautivó las mentes de los bizantinos y los amendrentó. Como resultado, la causa antiunionista fue desapareciendo gradualmente. El 12 de diciembre, Isidoro celebró en Santa Sofía una liturgia católica que conmemoraba los nombres del papa y del patriarca. El emperador y su corte estuvieron presentes, al igual que un gran número de constantinopolitanos; Isidoro dijo que todos los habitantes asistieron a la ceremonia.

### Últimos preparativos

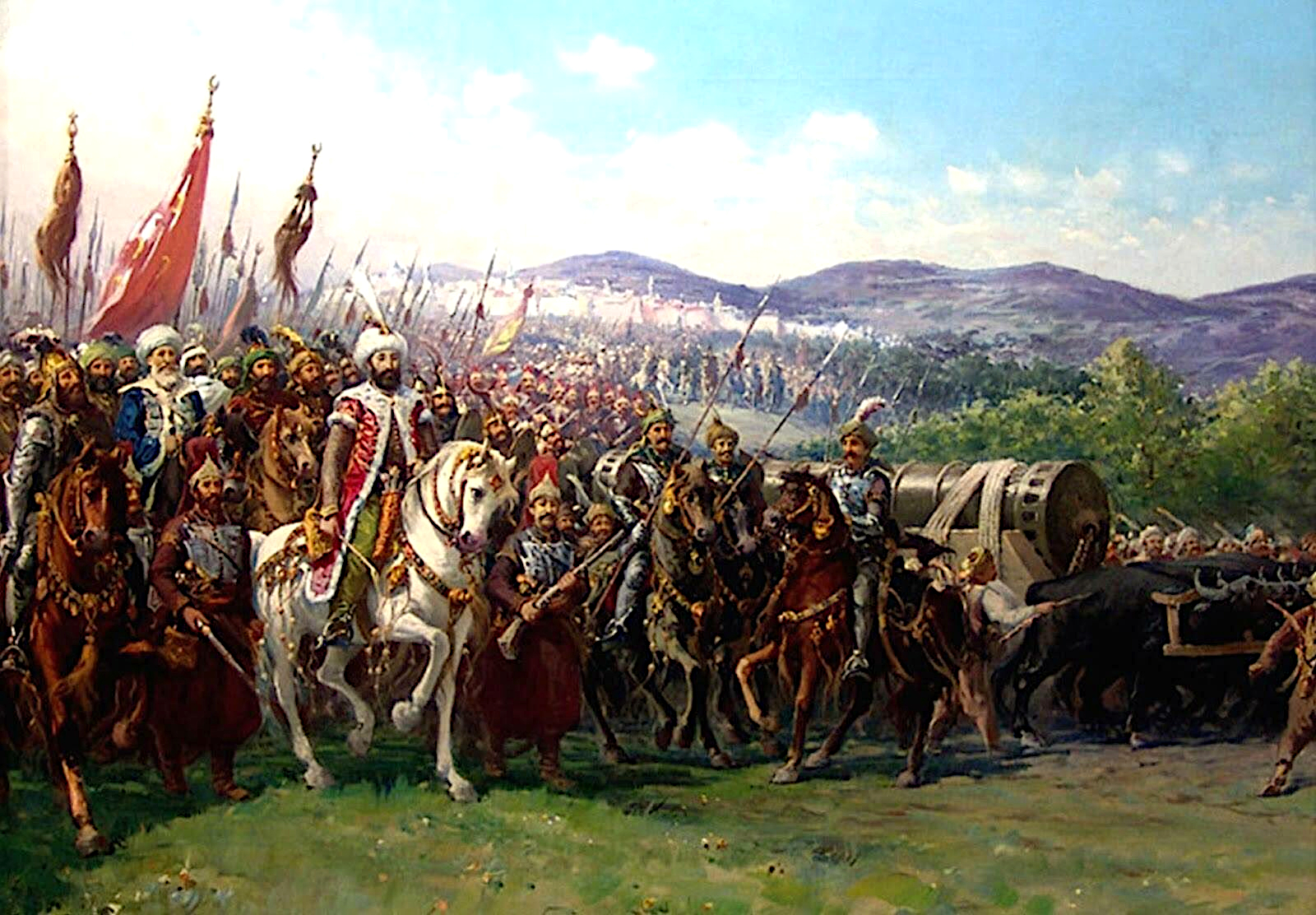
Cuadro moderno de Mehmed II y su ejército aproximándose a Constantinopla, obra de Fausto Zonaro (1903).

Los hermanos del emperador no pudieron socorrerlo: Mehmed II había llamado a Turahan para invadir y devastar la provincia nuevamente en octubre de 1452 para mantenerlos ocupados. La provincia quedó arrasada y, los déspotas solo lograron una pequeña victoria con la captura del hijo de Turahan, Ahmed, en una batalla. En consecuencia, el emperador tuvo que depender de los pocos que habían expresado su interés en ayudarlo: Venecia, el papa y Alfonso V. Aunque Venecia había tardado en reaccionar, sus ciudadanos actuaron inmediatamente sin esperar órdenes cuando los otomanos hundieron sus barcos. El bailío veneciano en la capital bizantina, Girolamo Minotto, convocó a sus compatriotas en una reunión de emergencia en la ciudad, a la que también asistieron Constantino y el cardenal Isidoro. La mayoría voto a favor de permanecer en la ciudad y ayudar a los bizantinos en su defensa; se acordó que ninguno de sus barcos debía abandonar el puerto de la capital. La decisión de los venecianos residentes de quedarse y morir por la ciudad tuvo un efecto mucho mayor en el gobierno la república que las súplicas del emperador.
En febrero de 1453, el dux Foscari ordenó la preparación de los buques de guerra y el reclutamiento del ejército, los cuales debían dirigirse a Constantinopla en abril. Envió cartas al papa, a Alfonso V, a Ladislao V de Hungría y a Federico III del Sacro Imperio Romano Germánico para informarles de que, a menos que actuara la cristiandad occidental, Constantinopla caería en manos de los otomanos. Aunque el aumento de la actividad diplomática fue impresionante, llegó demasiado tarde para salvar la ciudad: el equipo y financiación de una armada conjunta pontificio-veneciana tardo más tiempo de lo esperado; los venecianos habían calculado mal el tiempo del que disponían y el intercambio de mensajes era más lento de lo esperado: cada misiva tardaba al menos un mes en llegar a Venecia desde Constantinopla. La única respuesta del emperador Federico III a la crisis fue una carta enviada a Mehmed II en la que lo amenazaba con un ataque de toda la cristiandad a menos que demoliera el castillo de Rumelihisarı y abandonara sus planes para adueñarse de Constantinopla. Constantino continuó esperando ayuda y envió más cartas a principios de 1453 a Venecia y a Alfonso V, pidiendo no solo soldados, sino también comida, ya que su gente comenzaba a sufrir el bloqueo a la ciudad. Alfonso V respondió a su súplica y mando rápidamente un barco con provisiones.

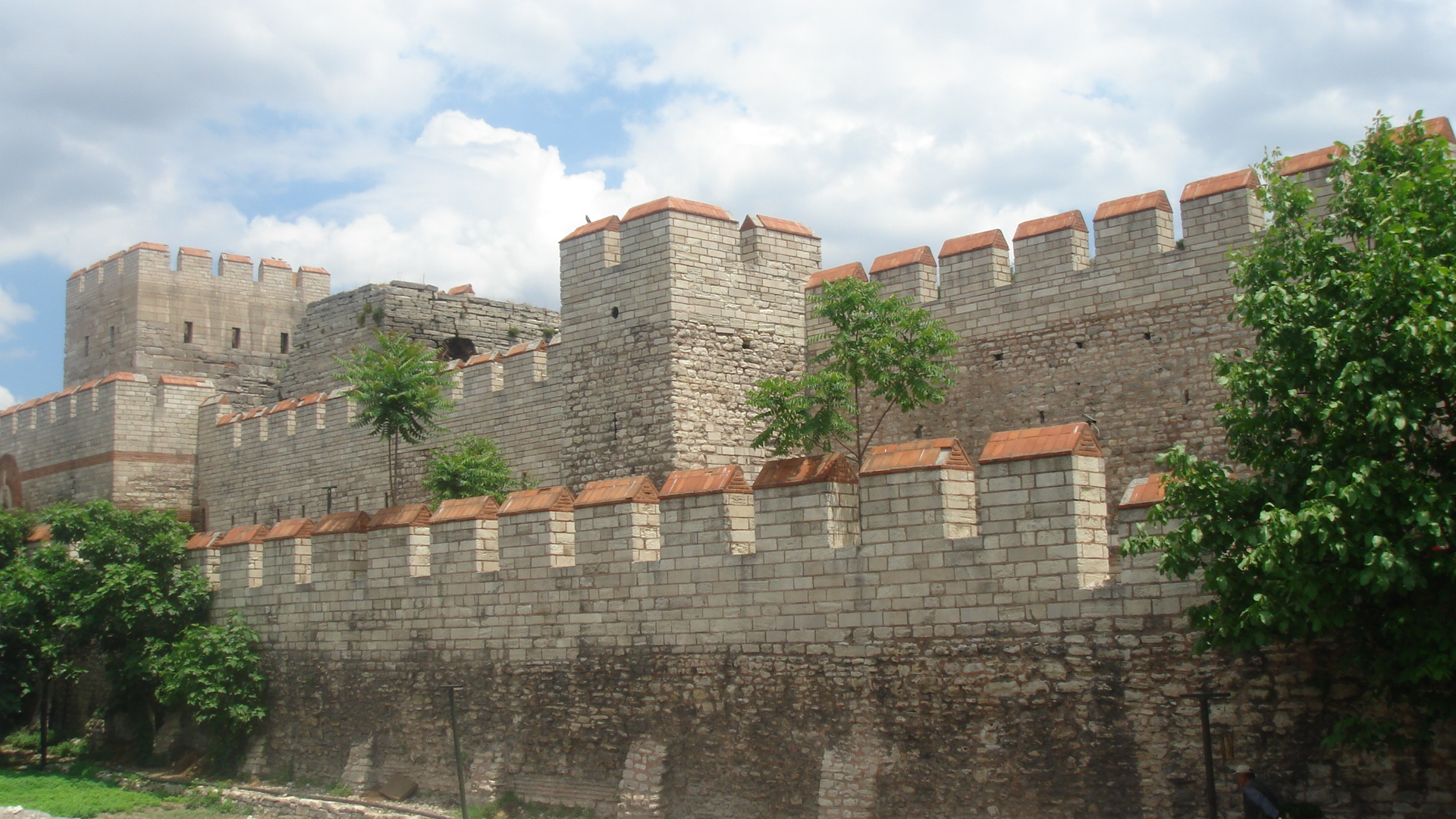
Sección restaurada de las murallas de Constantinopla.

Durante el largo invierno de 1452-1453, el emperador ordenó a los ciudadanos de Constantinopla que restauraran las murallas de la ciudad y reunieran tantas armas como pudieran. Se enviaron barcos a las islas todavía bajo el dominio bizantino para recolectar más suministros y provisiones. Los defensores se pusieron ansiosos cuando llegaron a la ciudad las noticias de que había un enorme cañón en el campamento otomano que había armado el ingeniero húngaro Orbán. La defensa de las murallas que daban al Cuerno de Oro se confió a Lucas Notaras y la de otros sectores a varios hijos de las familias de los Paleólogo y Cantacuceno. Muchos de los habitantes extranjeros de la ciudad, en particular los venecianos, se ofrecieron a colaborar en la defensa. Constantino les pidió que ocuparan las almenas para mostrar a los otomanos a cuántos defensores tenían que enfrentarse. Cuando los venecianos ofrecieron su servicio para proteger cuatro de las puertas terrestres de la ciudad, aceptó y les confió las llaves. Parte de la población genovesa de la ciudad también cooperó con los bizantinos. En enero de 1453, la notable ayuda genovesa se plasmó en la llegada de Giovanni Giustiniani —un soldado de renombre conocido por su habilidad en la guerra de asedio— al mando de setecientos soldados. Giustiniani fue designado jefe de la defensa de las murallas del lado de tierra. También recibió el título de protostrator y se le prometió la isla de Lemnos como recompensa a sus servicios, aunque esta ya se había prometido a Alfonso V en caso de que acudiera en auxilio de la ciudad. Además de la limitada asistencia occidental, Orhan Çelebi, el pretendiente otomano retenido como rehén en la ciudad, y su considerable séquito de tropas otomanas también ayudaron en la defensa.
El 2 de abril de 1453, la vanguardia de Mehmed II llegó a las afueras de Constantinopla y comenzó a plantar un campamento. El propio sultán llegó a la cabeza de su ejército el 5 de abril y acampó frente a la puerta de San Romano. El bombardeo a la ciudad comenzó casi de inmediato, el 6 de abril. La mayoría de cálculos sobre el número de defensores de Constantinopla en 1453 indica que eran entre seis mil y ocho mil quinientos, de los cuales cinco mil o sies mil eran griegos, aunque los más eran milicianos sin adiestramiento militar. Otros mil soldados bizantinos se mantuvieron como reserva dentro de la ciudad. El ejército de Mehmed II los superaba enormemente en número; se cree que contaba con unos ochenta mil hombres, incluidos unos cinco mil jenízaros. Incluso entonces, la caída de Constantinopla no fue inevitable; la fuerza de los muros hizo que la ventaja numérica otomana fuera irrelevante al principio y, en otras circunstancias, los bizantinos y sus aliados podrían haber resistido hasta que hubiesen llegado los occidentales para auxiliarlos. Pero el uso intensivo de los cañones otomanos aceleró considerablemente el asedio.

## Caída de Constantinopla

### Asedio

Mapa de Constantinopla y las disposiciones de los defensores y sitiadores en 1453.

Una flota otomana intentó entrar en el Cuerno de Oro mientras Mehmed II comenzaba a bombardear las murallas terrestres de Constantinopla. Previendo esta posibilidad, Constantino había construido una enorme cadena que tendió a través del Cuerno de Oro y que impedía el paso de la flota. La cadena solamente se levantó temporalmente unos días después de que comenzara el asedio para permitir el paso de tres barcos genoveses enviados por el papado y un gran barco con víveres enviado por Alfonso V. La llegada de estos barcos el 20 de abril, y el fracaso de los otomanos para detenerlos, fue una victoria significativa para los cristianos y los animó. Los barcos, que transportaban soldados, armas y suministros, habían pasado desapercibidos para los vigías del sultán apostados junto al Bósforo. Mehmed II ordenó a su almirante, Süleyman Baltoğlu, capturar los barcos y sus tripulaciones a toda costa. Cuando comenzó la batalla naval entre los barcos otomanos más pequeños y los grandes barcos occidentales, el sultán montó a caballo y se internó en el agua para gritar órdenes inútiles a Baltoğlu, quien fingió no oírlas. Baltoğlu retiró las naves menores para que los pocos grandes barcos otomanos pudieran disparar contra los navíos occidentales, pero sus cañones eran demasiado bajos para herir a las tripulaciones o alcanzar las cubiertas y las balas demasiado pequeñas para dañar seriamente los cascos. Cuando se puso el sol, el viento volvió repentinamente y los barcos atravesaron el bloqueo, ayudados por tres de Venecia que habían zarpado del Cuerno de Oro para ir a su encuentro y protegerlos del acoso enemigo.
Los muros del mar eran más débiles que los terrestres y Mehmed II estaba decidido a llevar su flota al Cuerno de Oro; necesitaba alguna forma de sortear la cadena. El 23 de abril, los defensores observaron que la flota otomana había entrado en el Cuerno de Oro transportada por tierra por una enorme serie de vías, construidas por orden del sultán, a través de la colina detrás de Gálata, la colonia genovesa en el lado opuesto del Cuerno de Oro. Aunque los venecianos intentaron atacar los barcos y prenderles fuego, no lo consiguieron.

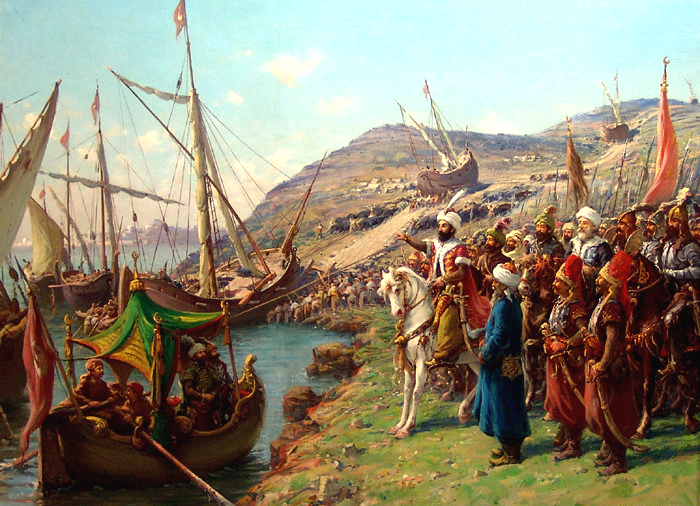
Cuadro moderno de la flota otomana transportada por tierra al Cuerno de Oro, obra de Fausto Zonaro (1903).

A medida que avanzaba el asedio, se hizo más claro que las fuerzas que defendían la ciudad no serían suficientes para controlar tanto los muros marítimos como los terrestres. Además, los alimentos se estaban acabando y, a medida que su precio aumentó por la escasez, muchos de los pobres comenzaron a morir de hambre. Por orden de Constantino, la guarnición bizantina recaudó dinero de iglesias, monasterios y residencias privadas para pagar la comida de los pobres. Las autoridades se incautaron de los objetos hechos de metales preciosos que tenían las iglesias para fundirlos; se prometió al clero que se le devolvería cuatro veces más una vez ganada la batalla. Los otomanos bombardeaban continuamente las murallas exteriores de la ciudad y, finalmente, abrieron una pequeña brecha que dejó al descubierto las defensas interiores. Constantino estaba cada vez más preocupado: envió mensajes pidiendo al sultán que se retirara, prometiéndole la cantidad de tributo que quisiera. El sultán supuestamente respondió:

O tomaré esta ciudad, o la ciudad me tomará a mí, vivo o muerto. Si admites la derrota y te retiras en paz, te daré la Morea y otras provincias para tus hermanos y seremos amigos. Si persiste en negarme la entrada pacífica a la ciudad, entraré por la fuerza y te mataré a ti y a todos sus nobles; y mataré a todos los supervivientes y permitiré que mis tropas saqueen a voluntad. La ciudad es todo lo que quiero, incluso si está vacía.

Para Constantino, la idea de abandonar la ciudad era impensable. No se molestó en responder a la sugerencia del sultán. Unos días después de haberle ofrecido la oportunidad de rendirse, Mehmed II envió un nuevo mensajero para dirigirse a los constantinopolitanos, implorándoles que se rindieran y se salvaran de la muerte o la esclavitud. Les informó que les dejaría vivir como estaban, a cambio de un tributo anual, o les permitiría salir ilesos de la ciudad con sus pertenencias. Algunos de los compañeros y consejeros del emperador le suplicaron que escapara de la ciudad, en lugar de morir en su defensa: si escapaba indemne, podría establecer un imperio en el exilio en Morea o en algún otro lugar y continuar la guerra contra los otomanos. Sin embargo, Constantino no aceptó sus ideas; se negó a ser recordado como el «emperador que se escapó». Según cronistas posteriores, su respuesta a la idea de escapar fue la siguiente:

Dios no quiera que viva como un emperador sin imperio. Cuando mi ciudad caiga, yo caeré con ella. Quien quiera escapar, que se salve si puede, y quien esté dispuesto a enfrentarse a la muerte, que me siga.

Después, envió su respuesta al sultán, la última comunicación entre un emperador bizantino y un sultán otomano:

En cuanto a entregarte la ciudad, no me corresponde a mí decidir ni a nadie más de sus ciudadanos; porque todos hemos tomado la decisión común de morir por nuestra propia voluntad, sin ninguna consideración por nuestras vidas.

La única esperanza a la que los ciudadanos podían aferrarse era la noticia de que la flota veneciana estaba en camino para salvarlos. Cuando un barco de reconocimiento veneciano que había burlado el bloqueo otomano regresó a la ciudad para informar que no se había visto ningún socorro, quedó claro que las pocas fuerzas que se habían reunido en Constantinopla tendrían que luchar solas contra los asediadores. La noticia de que toda la cristiandad parecía haberlos abandonado puso nerviosos a algunos de los defensores venecianos y genoveses y estalló una lucha interna entre ellos, lo que obligó a Constantino a recordarles que había enemigos más importantes a los que enfrentarse. El emperador resolvió entregarse a sí mismo y a la ciudad a la misericordia de Cristo; si esta caía, sería la voluntad de Dios.

### Últimos días y asalto final

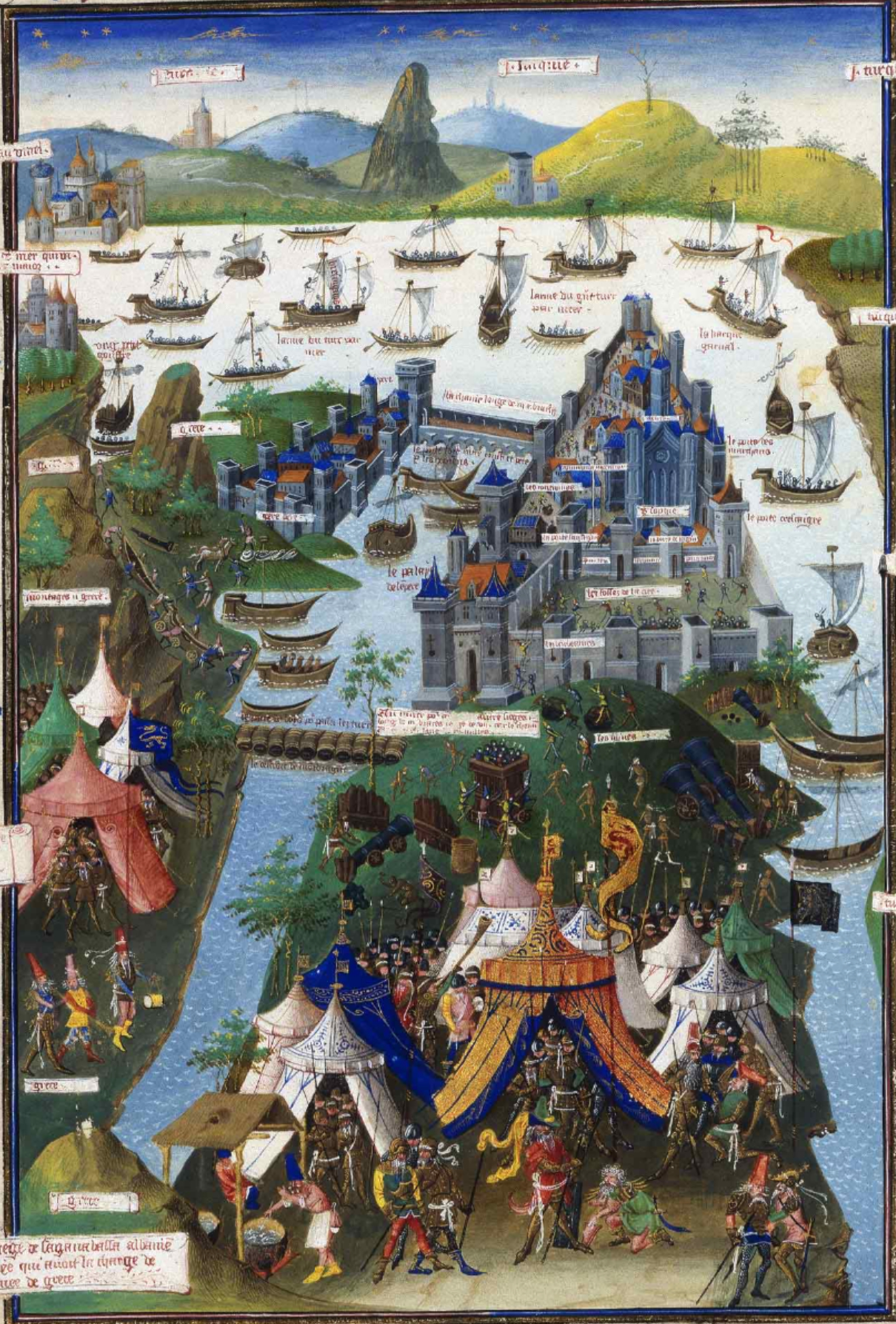
El último asedio, miniatura francesa de Jean Le Tavernier pintado en algún momento después de 1455.

Los bizantinos observaron señales extrañas y ominosas en los días previos al asalto otomano final a la ciudad. El 22 de mayo, hubo un eclipse lunar durante tres horas, que les recordó una profecía que afirmaba que Constantinopla caería cuando la luna estuviera en menguante. Para animar a los defensores, Constantino ordenó que el icono de María, la protectora de la ciudad, se llevara en procesión por las calles. La procesión se abandonó cuando el icono se deslizó de su marco y empezó a llover y a granizar. No se pudo continuar la procesión al día siguiente, ya que la ciudad quedó envuelta en una espesa niebla.
El 26 de mayo, los otomanos celebraron un consejo de guerra. Çandarlı Halil Pachá, que creía que la ayuda militar occidental a la ciudad era inminente, aconsejó a Mehmed II que entablara negociaciones con los bizantinos y se retirara, mientras que Zağanos Pachá, un oficial, lo instó a seguir adelante y señaló que Alejandro Magno había conquistado casi todo mundo conocido cuando era joven. Quizás sabiendo que apoyarían un asalto final, Mehmed II ordenó a Zağanos que recorriera el campamento y recogiera las opiniones de los soldados. En la noche del 26 de mayo, la cúpula de Santa Sofía fue iluminada por un extraño y misterioso fenómeno de luz, también detectado por los otomanos desde su campamento en las afueras de la ciudad. Los otomanos lo vieron como un gran presagio de su victoria y los bizantinos como una señal de un desenlace inminente. El 28 de mayo fue tranquilo, ya que el sultán había ordenado un día de descanso antes del asalto final. Los ciudadanos que no se habían puesto a trabajar en la reparación de los muros derrumbados o en su mantenimiento rezaban en las calles. Por orden de Constantino, se llevaron a lo largo de las murallas iconos y reliquias de todos los monasterios e iglesias de la ciudad. Tanto los defensores católicos como los ortodoxos se unieron en oraciones e himnos y el emperador encabezó la procesión personalmente. Giustiniani envió un mensaje a Lucas Notaras solicitando que se trajera su artillería para defender los muros terrestres, pero este se negó. Giustiniani lo acusó de traición y casi se pelearon antes de que interviniera Constantino.
Por la noche, las multitudes se trasladaron a Santa Sofía; cristianos ortodoxos y católicos rezaron juntos: el miedo a la muerte inminente había hecho más para unirlos de lo que los concilios jamás hubieran podido. Estuvo presente el cardenal Isidoro y el emperador. Constantino oró, pidió perdón y la remisión de sus pecados a todos los obispos antes de recibir la comunión en el altar de la iglesia. Luego salió de ella, fue al palacio imperial, pidió perdón a su familia y se despidió de ella antes de desaparecer nuevamente en la noche, yendo a hacer una inspección final de los soldados que custodiaban las murallas.
Sin previo aviso, los otomanos comenzaron el asalto final en las primeras horas del 29 de mayo. El servicio religioso en Santa Sofía fue interrumpido y los hombres en edad de luchar corrieron hacia las murallas para defender la ciudad; otros hombres y mujeres colaboraban con las tropas estacionadas en la retaguardia. Oleadas de tropas otomanas arremetieron contra las murallas terrestres de Constantinopla, golpeando la sección más débil durante más de dos horas. A pesar del implacable ataque, la defensa, liderada por Giustiniani y apoyada por Constantino, se mantuvo firme. Sin que nadie lo supiera, después de seis horas de lucha, justo antes del amanecer Giustiniani fue herido de muerte. Constantino le rogó que se quedara y siguiera luchando, diciendo supuestamente:

Hermano mío, lucha con valentía. No nos abandones en nuestra angustia. La salvación de la ciudad depende de ti. Regresa a tu puesto. ¿A dónde vas?

Sin embargo, estaba demasiado débil y su guardia lo llevó al puerto; escapó de la ciudad en un barco genovés. Las tropas genovesas vacilaron cuando vieron que su jefe los abandonaba, y aunque los defensores bizantinos siguieron luchando, los otomanos pronto se apoderaron de las murallas exteriores e interiores. Unos cincuenta soldados otomanos atravesaron una de las puertas, la kerkoporta, y fueron los primeros enemigos en entrar en Constantinopla; un grupo de venecianos la habían dejado abierta la noche anterior. Los otomanos ascendieron a la torre de la kerkoporta e izaron una bandera sobre el muro. Los otomanos irrumpieron a través de la muralla y muchos de los defensores entraron en pánico: no tenían forma de escapar. Constantinopla había caído. Giustiniani murió a causa de las heridas de camino a casa. Lucas Notaras fue capturado vivo, pero fue ejecutado poco después. El cardenal Isidoro se disfrazó de esclavo y escapó a través del Cuerno de Oro hacia Gálata. Orhan, el primo de Mehmed II, se disfrazó de monje en un intento por escapar, pero fue identificado y asesinado.

### Muerte

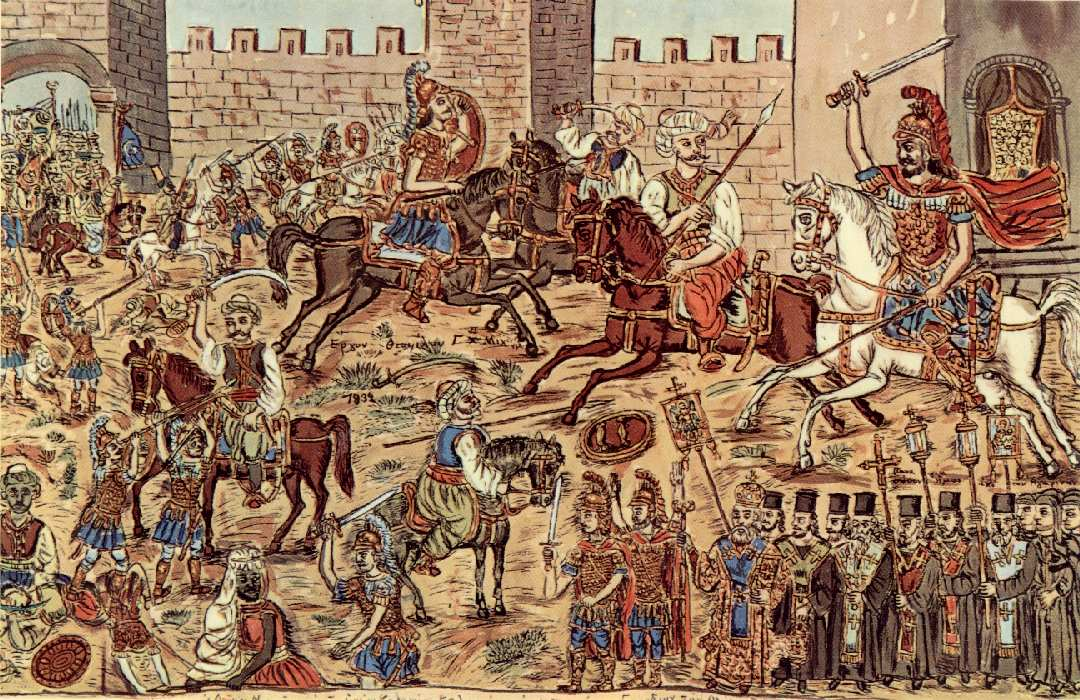
Representación romántica de la lucha final en la caída de Constantinopla por el pintor folclórico griego Theophilos Hatzimihail (1932). Se representa a Constantino cargando a la batalla sobre un caballo blanco.

Constantino murió el día que cayó su ciudad. No hubo testigos oculares supervivientes de su muerte y ninguno de los miembros de su séquito sobrevivió para ofrecer un relato creíble de ella. El historiador griego Miguel Critóbulo, que más tarde trabajó en el servicio de Mehmed II, escribió que Constantino murió luchando contra los otomanos. Los historiadores griegos posteriores aceptaron el relato de Critóbulo, sin dudar nunca de que murió como héroe y mártir, una idea que jamás se cuestionó seriamente en el mundo de habla griega. Aunque ninguno de los autores fue testigo ocular, una gran mayoría de los que escribieron sobre la caída de Constantinopla —tanto cristianos como musulmanes— están de acuerdo en que murió en la batalla y, solamente tres relatos afirmaron que escapó de la ciudad. También parece probable que su cuerpo fuera encontrado y decapitado más tarde. Según el mismo historiador, sus últimas palabras antes de cargar contra los otomanos fueron «la ciudad ha caído y yo sigo vivo».
Hubo otros relatos contemporáneos contradictorios sobre su desaparición. Leonardo de Quíos, quien fue hecho prisionero por los otomanos, pero luego logró escapar, escribió que una vez que Giustiniani hubo huido de la batalla, el coraje del emperador falló e imploró a sus jóvenes oficiales que lo mataran para que sus enemigos no lo capturaran vivo. Ninguno de los soldados se atrevió a hacerlo y una vez que los otomanos se abrieron paso, Constantino cayó en la lucha que siguió, se levantó brevemente, volvió a caer nuevamente y fue pisoteado. El médico veneciano Nicolò Barbaro, quien estuvo presente en el asedio, escribió que nadie sabía si había muerto o escapado de la ciudad con vida, señalando que algunos dijeron que su cadáver había sido visto entre los muertos, mientras que otros afirmaron que se ahorcó tan pronto como los otomanos atravesaron la puerta de san Romano. El cardenal Isidoro escribió, como Critóbulo, que había perecido combatiendo en la misma puerta. Isidoro también agregó que escuchó que los otomanos encontraron su cuerpo, le cortaron la cabeza y se la presentaron a Mehmed II como regalo, quien se mostró encantado y colmó la cabeza de insultos antes de llevársela a Adrianópolis como trofeo. Jacopo Tedaldi, un comerciante de Florencia que participó en la refriega final, escribió: «algunos dicen que le cortaron la cabeza; otros que murió en el choque en la puerta. Ambas historias bien pueden ser ciertas».
Todos los relatos otomanos sobre la desaparición de Constantino coinciden en que fue decapitado. Tursun Beg, que formó parte del ejército de Mehmed II en la batalla, escribió un relato menos heroico de su muerte que los autores cristianos. Según Tursun, Constantino entró en pánico y huyó, dirigiéndose al puerto con la esperanza de encontrar un barco para escapar de la ciudad. De camino se topó con una banda de marineros turcos, y después de cargar contra ellos y de casi matar a uno, fue decapitado. Un relato posterior del historiador otomano Ibn Kemal es similar al relato de Tursun, pero afirma que la cabeza del emperador fue cortada no solo por un infante de marina anónimo, sino por un hombre gigante, quien lo mató sin darse cuenta de quién era.
Nicolás Sagondino, un veneciano que había sido prisionero de los otomanos tras la conquista de Tesalónica décadas antes, relató la muerte de Constantino a Alfonso V en 1454, ya que creía que su destino «merecía ser registrado y recordado por siempre». Sagondino declaró que, aunque Giustiniani le imploró que escapara cuando se lo llevaban después de caer en el campo de batalla, se negó y prefirió morir con su imperio. Se dirigió a donde la lucha parecía ser más intensa y, como sería indigno de que lo apresaran vivo, rogó a sus oficiales que lo mataran. Cuando ninguno de ellos obedeció la orden, se despojó de sus atavíos imperiales, para que no lo distinguiesen de los demás soldados, y desapareció en la lid espada en mano. Cuando Mehmed II quiso que le trajeran al emperador vencido, le dijeron que era demasiado tarde porque había muerto. Se llevó a cabo una búsqueda de su cuerpo, y cuando lo encontraron, le cortaron la cabeza y la pasearon por Constantinopla antes de enviarla al sultán de Egipto como regalo, junto a veinte mujeres y cuarenta hombres capturados.

## Legado

### Historiografía

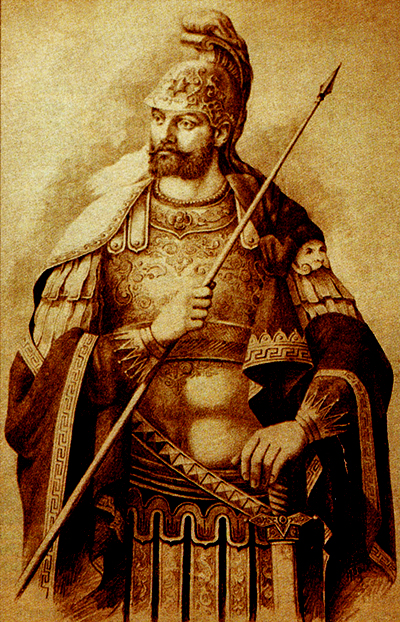
Representación del de Constantino con armadura clásica grecorromana.

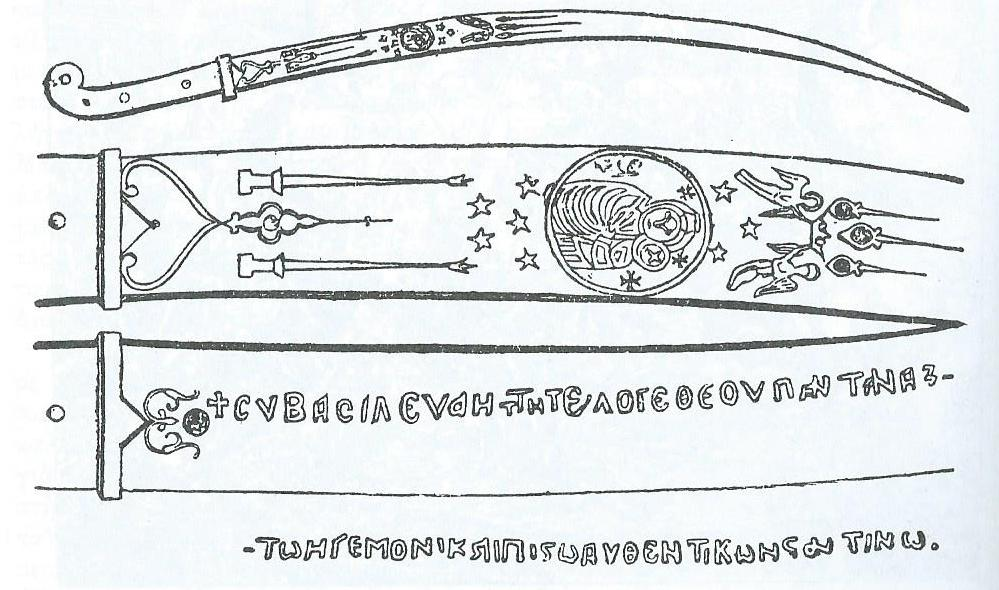
Boceto de la espada de Constantino.

La muerte de Constantino marcó el fin del Imperio bizantino, una institución que se remontaba a la fundación de Constantinopla por Constantino I el Grande como nueva capital del Imperio romano en 330. Incluso cuando su reino se fue restringiendo gradualmente a tierras de habla griega, los bizantinos mantuvieron continuamente que eran romanos (romaioi), no helenos (griegos); como tales, la muerte Constantino también marcó el fin definitivo del Imperio romano que había fundado Augusto casi mil quinientos años antes. Su fallecimiento y la caída de su ciudad también marcaron el verdadero nacimiento del Imperio otomano, que dominó gran parte del Mediterráneo oriental hasta 1922. La conquista de Constantinopla había sido un sueño de los ejércitos islámicos desde el siglo VIII y gracias a su posesión, Mehmed II y sus sucesores pudieron proclamarse herederos de los emperadores romanos.
No hay pruebas de que Constantino rechazase alguna vez la odiada unión de las iglesias lograda en Florencia en 1439 después de dedicar muchas energías para llevarla a cabo. Muchos de sus súbditos lo habían tildado de traidor y hereje mientras vivió y, como muchos de sus predecesores, murió en comunión con la Iglesia católica. Sin embargo, sus acciones durante la caída de la ciudad y su muerte luchando contra los turcos lo redimieron ante la opinión popular. Los griegos olvidaron o soslayaron que había muerto como «hereje» y muchos lo consideraron un mártir. A los ojos de la Iglesia ortodoxa, su deceso lo santificó y murió como un héroe. En Atenas, la capital moderna de Grecia, hay dos estatuas de Constantino: un colosal monumento que representa al emperador a caballo en el puerto marítimo del Falero, y una estatua más pequeña en la plaza de la catedral de la ciudad, que lo representa de pie con un espada desenvainada. No hay estatuas de emperadores como Basilio II o Alejo I Comneno, que tuvieron mucho más éxito y murieron por causas naturales después de largos y gloriosos reinados.
Los trabajos académicos sobre Constantino y la caída de Constantinopla tienden a retratarlo como a sus asesores y compañeros, víctima de los eventos que rodearon la caída de la ciudad. Hay tres obras principales que se ocupan del emperador y su vida: la primera es Constantine Palaeologus (1448–1453) or The Conquest of Constantinople by the Turks (1892), de Čedomilj Mijatović, escrito en un momento en que las tensiones estaban aumentando entre el Reino de Grecia recientemente establecido y el Imperio otomano. La guerra parecía inminente y el trabajo de Mijatović estaba destinado a servir de propaganda a la causa griega al presentarlo como una víctima trágica de acontecimientos que no podía controlar. El texto está dedicado al joven príncipe Constantino, heredero del trono griego, y su prefacio dice que «Constantinopla pronto volverá a cambiar de amo», aludiendo a la posibilidad de que Grecia pudiera conquistar la antigua ciudad.
La segunda obra importante sobre Constantino, The Fall of Constantinople 1453 (1965), de Steven Runciman, también lo caracteriza por su actuación en la caída de Constantinopla: lo retrata como figura trágica que hizo todo para salvar su imperio de los otomanos. Sin embargo, Runciman lo culpa por enemistarse con Mehmed II al haberlo amenazado con usar a Orhan. La tercera obra importante, The Immortal Emperor: The Life and Legend of Constantine Palaiologos, Last Emperor of the Romans (1992), de Donald Nicol, examina toda la vida del soberano y analiza las pruebas y dificultades que enfrentó no solo como emperador, sino también como déspota de Morea. El trabajo de Nicol hace menos hincapié en la importancia de los personajes que los trabajos anteriores, aunque retrata nuevamente a Constantino como una figura esencialmente trágica.
Marios Philippides hizo una evaluación menos positiva del emperador en Constantine XI Dragaš Palaeologus (1404–1453): The Last Emperor of Byzantium (2019). Philippides no ve pruebas de que fuera un gran estadista o un gran soldado. Aunque tenía proyectos para su reinado, lo considera ineficaz en lo diplomático e incapaz de granjearse el apoyo del pueblo para lograr sus objetivos. El autor es muy crítico con The Immortal Emperor, de Nicol, que ve como desequilibrado. En su libro, señala que la reconquista constantiniana de Morea a los latinos se había logrado principalmente mediante matrimonios y no victorias militares. Aunque gran parte de su trabajo se basa en fuentes primarias, parte de su evaluación negativa parece especulativa; sugiere que sus campañas en Morea hicieron de la península una «presa más fácil para los turcos», algo que no se puede corroborar con hechos.

### Leyendas sobre la familia de Constantino
Los dos matrimonios de Constantino fueron breves y, aunque había intentado encontrar una tercera esposa antes de la caída de su capital, murió soltero y sin hijos. Sus parientes supervivientes más cercanos fueron los hermanos que residían en Morea: Tomás y Demetrio. A pesar de esto, corría el rumor de que había dejado una viuda y varias hijas. El primer documento en el que aparece es una carta de Eneas Silvio, el futuro papa Pío II, al papa Nicolás V, fechada en julio de 1453. En la Cosmographia de Eneas (1456-1457), se detalla la historia: Mehmed II supuestamente profanó y asesinó a la emperatriz y a las hijas del emperador en las celebraciones posteriores a su victoria. También escribió sobre un hijo imaginario que escapó a Gálata, al otro lado del Cuerno de Oro. La historia de la esposa y las hijas del emperador quizá se han propagado todavía más por la difusión del cuento ruso de finales del siglo XV o principios del siglo XVI el relato de Nestor Iskander sobre la Toma de Tsargrad, donde aparece una historia similar. El cronista francés del siglo XVI Mathieu d'Escouchy escribió que el sultán violó a la emperatriz en Santa Sofía y luego la confinó en su harén.
La historia de la supuesta familia sobrevivió en el folclore griego moderno. Una historia, propagada hasta el siglo XX, aseveraba que la supuesta emperatriz había estado embarazada de seis meses en el momento de la caída de Constantinopla y que le había nacido un hijo mientras Mehmed II estaba en guerra en el norte. La emperatriz educó al niño, y aunque estaba bien versado en la fe cristiana y el idioma griego en su juventud, se convirtió al islam cuando llegó a la adultez y finalmente fue sultán, lo que significaba que todos sus sucesores habían sido descendientes del emperador. Aunque las circunstancias son completamente ficticias, la historia puede contener una pizca de verdad; un nieto del hermano de Constantino, Tomás, Andrés Paleólogo, vivió en Constantinopla en el siglo XVI, se convirtió al islam y se desempeñó como funcionario de la corte otomana.
Otra historia popular tardía decía que la emperatriz de Constantino se había encerrado en el palacio imperial después de la victoria de Mehmed II. Como los otomanos no lograron rebasar las barricadas y entrar en el palacio, el sultán tuvo que aceptar darle tres concesiones: que todas las monedas acuñadas que acuñasen él y sus descendientes en la ciudad llevarían los nombres de Constantinopla o Constantino, que habría una calle reservada solamente para griegos, y que los cadáveres de los cristianos muertos recibirían funerales según la costumbre cristiana.

### Lamentos

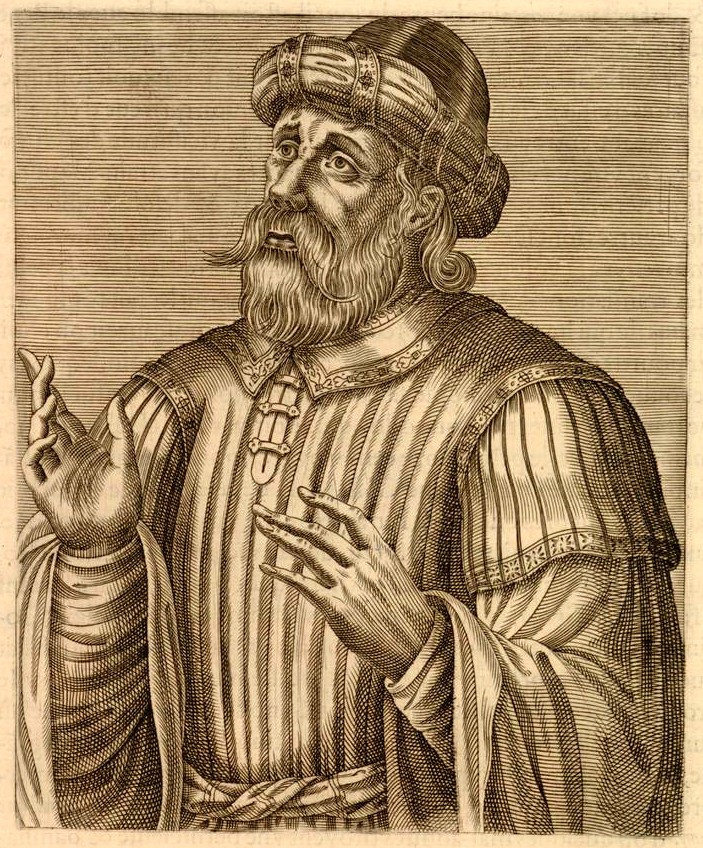
Imagen de Constantino como lo describió André Thevet, en 1584.

La caída de Constantinopla conmocionó a los cristianos de toda Europa. En el cristianismo ortodoxo, la ciudad y Santa Sofía se convirtieron en símbolos de la grandeza perdida. En el cuento ruso de Nestor Iskander, la fundación de Constantinopla, la Nueva Roma, por Constantino el Grande y su pérdida bajo un emperador con el mismo nombre no fue vista como una coincidencia, sino como el cumplimiento del destino de la ciudad, al igual que la Antigua Roma había sido fundada por Rómulo y perdida bajo Rómulo Augústulo.
Andrónico Calisto, un destacado erudito bizantino del siglo XV refugiado en Italia, escribió un texto titulado Monodia en el que lamentaba la conquista de la ciudad y se afligía por Constantino Paleólogo, a quien se refiere como «un gobernante más perspicaz que Temístocles, más fluido que Nestor, más sabio que Ciro, más justo que Radamantis y más valiente que Heracles».
El largo poema griego de 1453 llamado Healo he polis, de autoría incierta, lamenta la mala suerte del emperador, que el autor atribuye a la imprudente destrucción de Glarentza, incluidas sus iglesias, en la década de 1420. Según el autor, todas sus desgracias —la destrucción del muro del Hexamilión, la muerte de su hermano Juan VIII y la toma de su ciudad— fueron el resultado de lo ocurrido en Glarentza. Incluso entonces, no tenía la culpa de la caída de Constantinopla: había hecho lo que había podido y, en última instancia, confiado en la ayuda de Europa Occidental que nunca llegó. El poema concluye que los constantinopolitanos dijeron que murió espada en mano, y termina dirigiéndose personalmente al emperador muerto: 

Dime, ¿dónde te encontrarán? ¿Estás vivo o moriste por tu propia espada? El conquistador sultán Mehmed buscó entre las cabezas cortadas y los cadáveres, pero nunca te encontró... Hay quienes dicen que estás escondido bajo la diestra todopoderosa del Señor. Ojalá estuvieras realmente vivo y no muerto.

### El Emperador de Mármol

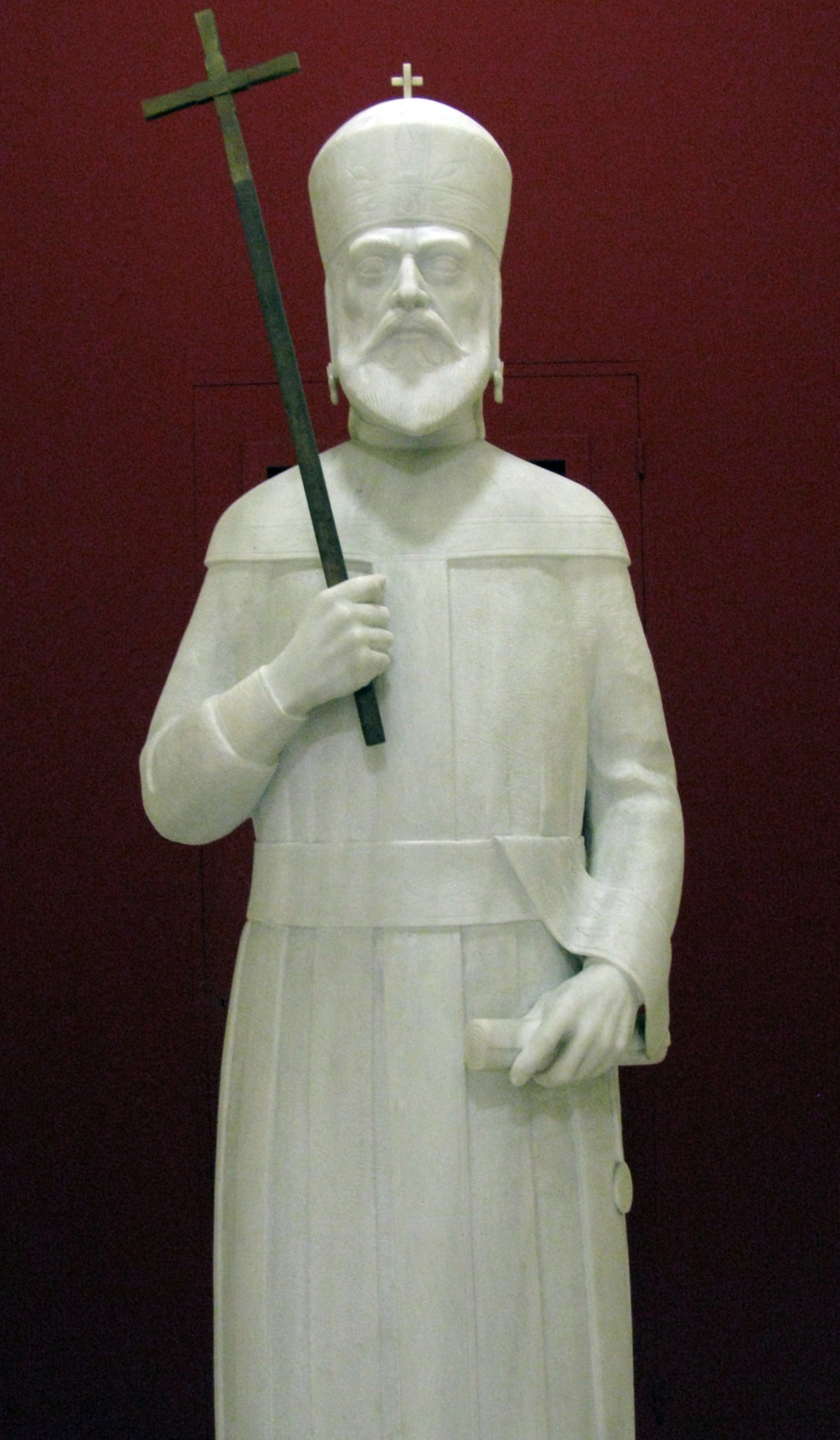
Estatua de mármol de Constantino, en el Museo Histórico Nacional de Atenas.

En las Demostraciones históricas, obra del cronista bizantino Laónico Calcocondilas del siglo XV, el autor terminó su relato sobre la historia bizantina con la esperanza de que algún día un emperador cristiano gobernaría nuevamente sobre los griegos. A finales del siglo XV, se originó entre los griegos una leyenda de que Constantino no había muerto en realidad, sino que simplemente estaba dormido y esperaba una llamada del cielo para venir a rescatar a su pueblo. Esta leyenda finalmente se convirtió en la leyenda del Emperador de Mármol (en griego: Μαρμαρωμένος Βασιλιάς, romanizado: Marmaromenos Vasilias, tdl. ‘Emperador o Rey convertido en Mármol’). Constantino Paleólogo, héroe de los últimos días cristianos de Constantinopla, no había fallecido, sino que había sido rescatado, convertido en mármol e inmortalizado por un ángel momentos antes de que los otomanos lo mataran. Luego, lo escondió en una cueva secreta debajo del Cuerno de Oro —donde los antiguos emperadores habían marchado durante sus triunfos—, a la espera de la llamada del ángel para despertar y retomar la ciudad. Los turcos luego tapiaron el Cuerno de Oro, medida que la historia justifica como precaución contra su eventual resurrección: cuando Dios quiera que Constantinopla sea restaurada, el ángel descenderá del cielo, resucitará a Constantino, le dará la espada que usó en la batalla final, y entonces entrará en su ciudad y restaurará su imperio caído, expulsando a los turcos más allá de la «manzana roja», su legendaria tierra natal. Según la leyenda, su resurrección será anunciada por el bramido de un gran buey.
La historia se puede ver representada en una serie de diecisiete miniaturas en una crónica del historiador y pintor cretense Georgios Klontzas, compuesta en 1590. Las miniaturas de Klontzas muestran al emperador durmiendo debajo de Constantinopla y custodiado por ángeles, siendo coronado una vez más en Santa Sofía, entrando en el palacio imperial y luego librando una serie de batallas contra los turcos. Tras sus inevitables victorias, Constantino reza en Kayseri, marcha sobre Palestina y regresa triunfante a Constantinopla antes de entrar en Jerusalén. En la ciudad santa, entrega su corona y la Vera Cruz a la iglesia del Santo Sepulcro y finalmente viaja al Calvario, donde muere, habiendo completado su misión. En la miniatura final, está enterrado en la misma iglesia.
En 1625, Thomas Roe, un diplomático inglés, pidió permiso al gobierno otomano para retirar algunas de las piedras del Cuerno de Oro y enviárselas a su amigo, George Villiers, I duque de Buckingham, que estaba coleccionando antigüedades. A Roe se le negó el permiso y observó que los turcos tenían una especie de pavor supersticioso a la puerta; escribió que las estatuas que habían colocado los turcos en ella estaban encantadas y que si eran destruidas o derribadas, se produciría una «gran alteración» en la ciudad.
La profecía del emperador convertido en mármol perduró hasta la guerra de independencia de Grecia en el siglo XIX y más allá. Cobró impulso cuando el rey de los helenos, Jorge I, llamó a su primogénito y heredero Constantino en 1868. Su nombre recordaba a los emperadores de antaño y proclamaba que sucedía no solo a los nuevos reyes griegos, sino también a los emperadores bizantinos de los siglos anteriores. Una vez que ascendió al trono como Constantino I de Grecia, muchos en Grecia lo aclamaron como Constantino XII. La conquista de Tesalónica por parte de Constantino I en 1912 y su mando en las guerras de los Balcanes entre 1912 y 1913 parecía ser una prueba de que la profecía estaba a punto de cumplirse; se creía que Constantinopla y la «manzana roja» serían los próximos objetivos del rey heleno. Cuando se vio obligado a abdicar en 1917, muchos creyeron que había sido expulsado injustamente antes de completar su sagrado destino. La esperanza de conquistar la capital bizantina no se frustró completamente hasta la derrota griega en la guerra greco-turca en 1922.

### Número regnal

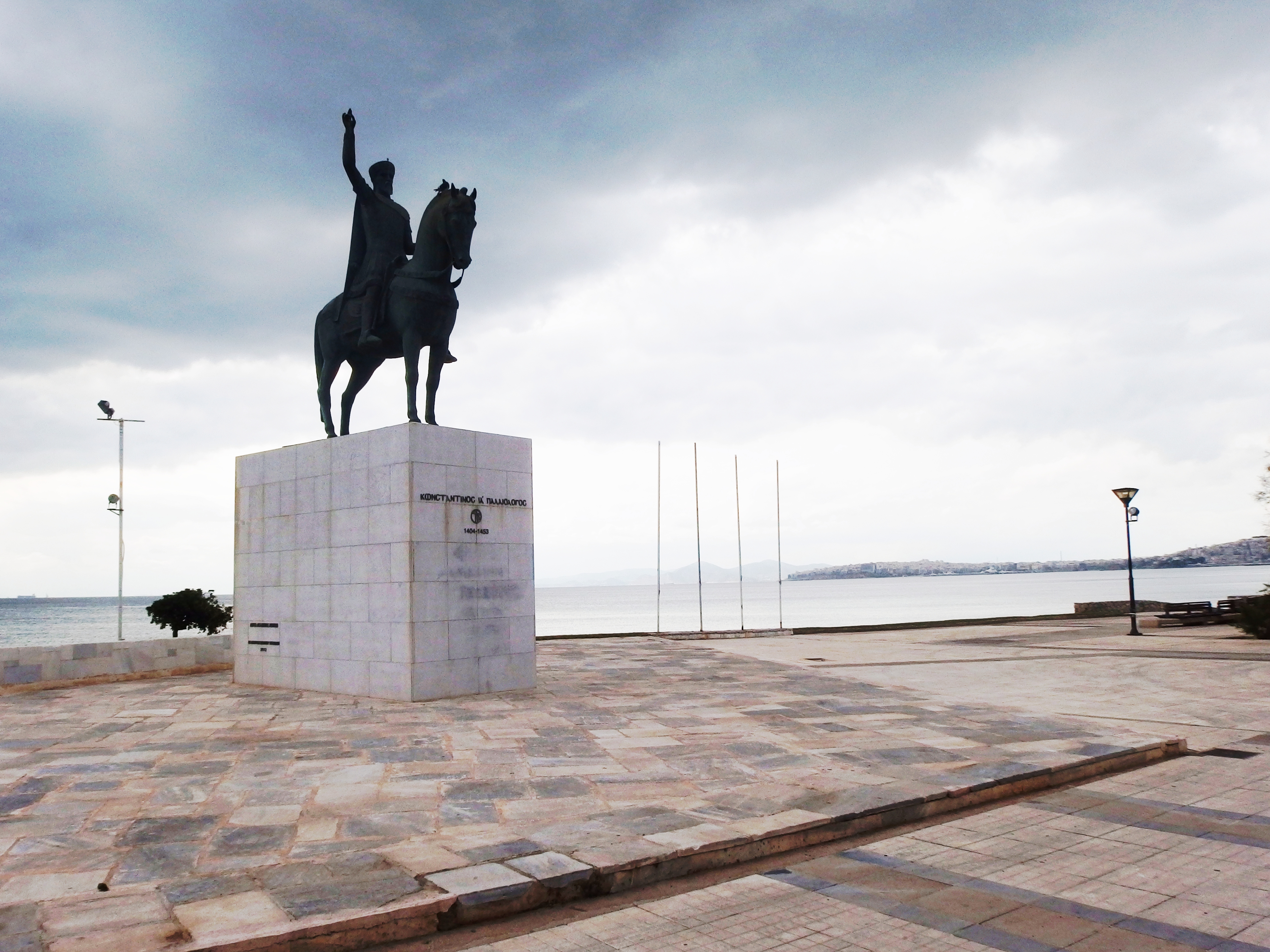
Estatua de Constantino frente al puerto de Atenas.

En general, se considera que Constantino Paleólogo fue el undécimo emperador de ese nombre. Como tal, típicamente se le conoce como Constantino XI, siendo «XI» un número regnal, utilizado en las monarquías desde la Edad Media para diferenciar a los gobernantes con el mismo nombre y que regían el mismo territorio. Los números regnales nunca se utilizaron en el Imperio romano y, a pesar de un aumento en los emperadores del mismo nombre durante la Edad Media, como los muchos emperadores llamados Miguel, León, Juan o Constantino, la práctica nunca se introdujo en el Imperio bizantino. En su lugar, empleaban sobrenombres —por ejemplo, «Miguel el Beodo», ahora conocido como Miguel III— o patronímicos (por ejemplo, «Constantino, hijo de Manuel» en lugar de Constantino XI) para distinguir a los emperadores del mismo nombre. La numeración moderna de los emperadores bizantinos es una invención puramente historiográfica, creada por historiadores que comenzaron con Edward Gibbon en su Historia de la decadencia y caída del Imperio romano (1776-1789).
Dado que el nombre de Constantino conectaba con el fundador de Constantinopla y el primer emperador romano cristiano, Constantino el Grande, el nombre fue particularmente popular entre sus sucesores. Si bien la historiografía moderna generalmente reconoce a once emperadores con su nombre, las obras más antiguas ocasionalmente lo han numerado de manera diferente. Gibbon lo numeró como Constantino XIII después de contar a dos coemperadores menores, Constantino Lecapeno —coemperador entre 924 y 945— y Constantino Ducas —coemperador de 1074 a 1078 y de 1081 a 1087—. El número moderno, XI, se estableció con la publicación de la edición revisada de Histoire du Bas-Empire en commençant à Constantin le Grand de Charles Le Beau en 1836. Las primeras obras numismáticas —relacionadas con las monedas— generalmente asignaban números más altos a Constantino Paleólogo, ya que también había numerosas monedas acuñadas por coemperadores menores con el mismo nombre.
Existe una confusión particular en el número correcto del emperador, ya que hay dos emperadores romanos diferentes a los que se denomina Constantino III: el usurpador Constantino III de principios del siglo V y Constantino III Heraclio del siglo VII. Además de estos, el emperador comúnmente conocido hoy como Constante II (641-668) en realidad reinó bajo el nombre de Constantino, y en ocasiones se lo ha llamado Constantino III. Un caso difícil es el de Constantino Láscaris, que podría haber sido el primer, aunque efímero, emperador de Nicea, uno de los estados sucesores bizantinos después de la cuarta cruzada. No está claro si este gobernó como emperador o no y a veces se lo nombra como Constantino XI, lo que haría de Constantino Paleólogo Constantino XII.
Contando exhaustivamente a los que fueron reconocidos oficialmente como gobernantes con este nombre, incluidos los que rigieron nominalmente como coemperadores, pero con el título supremo, el número total de emperadores llamados Constantino sería dieciocho. Contando y numerando todos los coemperadores anteriores con ese nombre, incluyendo a Constantino —hijo de León V—, Constantino —hijo de Basilio I—, Constantino Lecapeno y Constantino Ducas, además de Constante II, Constantino Láscaris y el usurpador Constantino III; el último emperador sería numerado más apropiadamente como Constantino XVIII. Los académicos no suelen enumerar a los coemperadores, ya que su autoridad era fundamentalmente teórica y, a menos que heredaran el trono más tarde, no tenían un poder supremo independiente. Contando a Constantino III, Constante II y Constantino Láscaris —todos emperadores que reinaban con poder supremo bajo el nombre de Constantino, aunque es cuestionable en el caso de Láscaris— la numeración del último emperador sería Constantino XIV.